# Lista de asteroides (403001-404000)
Esta é uma lista parcial de asteroides, do asteroide número 403001 até o 404000, inclusive. Veja também o índice com todas as listas disponíveis.

| Objeto Próximos à Terra | Cinturão de asteroides (interno) | Cinturão de asteroides (externo) | Centauro       |
| Cruzador de Marte       | Cinturão de asteroides (meio)    | Troianos de Júpiter              | Transnetuniano |

Veja mais dados de cada asteroide na ligação externa para o Minor Planet Center na última coluna.
Índice: 403001... 403101... 403201... 403301... 403401... 403501... 403601... 403701... 403801... 403901... 

## 403001–403100
| Designação | Designação | Descoberta  | Descoberta        | Descobridor(es)     | Categoria | Mais informações / Referência |
| Permanente | Provisória | Data        | Local             | Descobridor(es)     | Categoria | Mais informações / Referência |
| ---------- | ---------- | ----------- | ----------------- | ------------------- | --------- | ----------------------------- |
| 403001     | 2007 VE266 | 2 nov 2007  | Kitt Peak         | Spacewatch          | —         | MPC                           |
| 403002     | 2007 VE270 | 15 nov 2007 | Socorro           | LINEAR              | —         | MPC                           |
| 403003     | 2007 VG270 | 15 nov 2007 | Socorro           | LINEAR              | —         | MPC                           |
| 403004     | 2007 VV276 | 14 nov 2007 | Kitt Peak         | Spacewatch          | —         | MPC                           |
| 403005     | 2007 VP283 | 14 nov 2007 | Kitt Peak         | Spacewatch          | —         | MPC                           |
| 403006     | 2007 VD288 | 12 nov 2007 | Mount Lemmon      | Mount Lemmon Survey | —         | MPC                           |
| 403007     | 2007 VA291 | 2 out 2003  | Kitt Peak         | Spacewatch          | —         | MPC                           |
| 403008     | 2007 VH298 | 2 nov 2007  | Catalina          | CSS                 | —         | MPC                           |
| 403009     | 2007 VP305 | 1 nov 2007  | Kitt Peak         | Spacewatch          | —         | MPC                           |
| 403010     | 2007 VS312 | 2 nov 2007  | Kitt Peak         | Spacewatch          | —         | MPC                           |
| 403011     | 2007 VE328 | 8 nov 2007  | Kitt Peak         | Spacewatch          | Juno      | MPC                           |
| 403012     | 2007 VD332 | 7 nov 2007  | Kitt Peak         | Spacewatch          | —         | MPC                           |
| 403013     | 2007 VX332 | 9 nov 2007  | Socorro           | LINEAR              | —         | MPC                           |
| 403014     | 2007 VH333 | 9 nov 2007  | Mount Lemmon      | Mount Lemmon Survey | —         | MPC                           |
| 403015     | 2007 WP5   | 17 nov 2007 | Socorro           | LINEAR              | —         | MPC                           |
| 403016     | 2007 WY7   | 2 nov 2007  | Socorro           | LINEAR              | —         | MPC                           |
| 403017     | 2007 WJ24  | 18 nov 2007 | Mount Lemmon      | Mount Lemmon Survey | —         | MPC                           |
| 403018     | 2007 WY27  | 3 nov 2007  | Kitt Peak         | Spacewatch          | —         | MPC                           |
| 403019     | 2007 WY55  | 15 set 2007 | Mount Lemmon      | Mount Lemmon Survey | —         | MPC                           |
| 403020     | 2007 WV61  | 17 nov 2007 | Socorro           | LINEAR              | —         | MPC                           |
| 403021     | 2007 WZ62  | 19 nov 2007 | Mount Lemmon      | Mount Lemmon Survey | —         | MPC                           |
| 403022     | 2007 XG3   | 4 nov 2007  | Socorro           | LINEAR              | —         | MPC                           |
| 403023     | 2007 XR5   | 4 dez 2007  | Catalina          | CSS                 | —         | MPC                           |
| 403024     | 2007 XU16  | 11 dez 2007 | La Sagra          | Mallorca Obs.       | —         | MPC                           |
| 403025     | 2007 XH20  | 13 dez 2007 | Dauban            | Chante-Perdrix Obs. | —         | MPC                           |
| 403026     | 2007 XL35  | 4 dez 2007  | Catalina          | CSS                 | —         | MPC                           |
| 403027     | 2007 XE45  | 15 dez 2007 | Kitt Peak         | Spacewatch          | —         | MPC                           |
| 403028     | 2007 XE50  | 5 nov 2007  | Mount Lemmon      | Mount Lemmon Survey | —         | MPC                           |
| 403029     | 2007 XK52  | 6 dez 2007  | Kitt Peak         | Spacewatch          | —         | MPC                           |
| 403030     | 2007 XX56  | 4 dez 2007  | Kitt Peak         | Spacewatch          | —         | MPC                           |
| 403031     | 2007 YG14  | 5 dez 2007  | Kitt Peak         | Spacewatch          | —         | MPC                           |
| 403032     | 2007 YF43  | 15 dez 2007 | Kitt Peak         | Spacewatch          | —         | MPC                           |
| 403033     | 2007 YK53  | 30 dez 2007 | Mount Lemmon      | Mount Lemmon Survey | —         | MPC                           |
| 403034     | 2007 YU58  | 8 nov 2007  | Mount Lemmon      | Mount Lemmon Survey | —         | MPC                           |
| 403035     | 2007 YB59  | 4 dez 2007  | Socorro           | LINEAR              | —         | MPC                           |
| 403036     | 2007 YN62  | 30 dez 2007 | Kitt Peak         | Spacewatch          | —         | MPC                           |
| 403037     | 2007 YX67  | 19 dez 2007 | Mount Lemmon      | Mount Lemmon Survey | —         | MPC                           |
| 403038     | 2007 YG68  | 31 dez 2007 | Kitt Peak         | Spacewatch          | —         | MPC                           |
| 403039     | 2008 AE    | 1 jan 2008  | Catalina          | CSS                 | —         | MPC                           |
| 403040     | 2008 AZ4   | 30 dez 2007 | Mount Lemmon      | Mount Lemmon Survey | —         | MPC                           |
| 403041     | 2008 AC5   | 7 jan 2008  | Lulin             | LUSS                | —         | MPC                           |
| 403042     | 2008 AC14  | 10 jan 2008 | Mount Lemmon      | Mount Lemmon Survey | —         | MPC                           |
| 403043     | 2008 AZ18  | 10 jan 2008 | Mount Lemmon      | Mount Lemmon Survey | —         | MPC                           |
| 403044     | 2008 AO26  | 10 jan 2008 | Catalina          | CSS                 | Brucato   | MPC                           |
| 403045     | 2008 AD29  | 1 jan 2008  | 7300 Observatory  | W. K. Y. Yeung      | Phocaea   | MPC                           |
| 403046     | 2008 AU30  | 30 dez 2007 | Kitt Peak         | Spacewatch          | —         | MPC                           |
| 403047     | 2008 AB32  | 14 jan 2008 | Piszkéstető       | K. Sárneczky        | —         | MPC                           |
| 403048     | 2008 AR35  | 10 jan 2008 | Kitt Peak         | Spacewatch          | —         | MPC                           |
| 403049     | 2008 AY36  | 10 jan 2008 | Catalina          | CSS                 | —         | MPC                           |
| 403050     | 2008 AC67  | 11 jan 2008 | Kitt Peak         | Spacewatch          | —         | MPC                           |
| 403051     | 2008 AC71  | 19 nov 2007 | Mount Lemmon      | Mount Lemmon Survey | —         | MPC                           |
| 403052     | 2008 AP76  | 12 jan 2008 | Kitt Peak         | Spacewatch          | —         | MPC                           |
| 403053     | 2008 AJ77  | 12 jan 2008 | Kitt Peak         | Spacewatch          | —         | MPC                           |
| 403054     | 2008 AN78  | 13 nov 2007 | Mount Lemmon      | Mount Lemmon Survey | —         | MPC                           |
| 403055     | 2008 AR84  | 12 jan 2008 | La Sagra          | Mallorca Obs.       | —         | MPC                           |
| 403056     | 2008 AV91  | 14 jan 2008 | Kitt Peak         | Spacewatch          | —         | MPC                           |
| 403057     | 2008 AZ107 | 30 dez 2007 | Kitt Peak         | Spacewatch          | —         | MPC                           |
| 403058     | 2008 AZ114 | 11 jan 2008 | Kitt Peak         | Spacewatch          | —         | MPC                           |
| 403059     | 2008 AO115 | 10 jan 2008 | Mount Lemmon      | Mount Lemmon Survey | —         | MPC                           |
| 403060     | 2008 AW137 | 22 jul 2006 | Mount Lemmon      | Mount Lemmon Survey | —         | MPC                           |
| 403061     | 2008 BR5   | 30 dez 2007 | Kitt Peak         | Spacewatch          | —         | MPC                           |
| 403062     | 2008 BB20  | 30 jan 2008 | Kitt Peak         | Spacewatch          | —         | MPC                           |
| 403063     | 2008 BZ21  | 30 jan 2008 | Kitt Peak         | Spacewatch          | —         | MPC                           |
| 403064     | 2008 BZ33  | 30 jan 2008 | Kitt Peak         | Spacewatch          | —         | MPC                           |
| 403065     | 2008 BN34  | 30 jan 2008 | Kitt Peak         | Spacewatch          | —         | MPC                           |
| 403066     | 2008 BD40  | 18 dez 2007 | Mount Lemmon      | Mount Lemmon Survey | —         | MPC                           |
| 403067     | 2008 BF42  | 20 out 2007 | Kitt Peak         | Spacewatch          | —         | MPC                           |
| 403068     | 2008 BL42  | 31 jan 2008 | Catalina          | CSS                 | —         | MPC                           |
| 403069     | 2008 BU42  | 31 dez 2007 | Mount Lemmon      | Mount Lemmon Survey | —         | MPC                           |
| 403070     | 2008 BW42  | 31 jan 2008 | Lulin Observatory | LUSS                | —         | MPC                           |
| 403071     | 2008 BV47  | 30 jan 2008 | Kitt Peak         | Spacewatch          | —         | MPC                           |
| 403072     | 2008 BV51  | 18 jan 2008 | Mount Lemmon      | Mount Lemmon Survey | —         | MPC                           |
| 403073     | 2008 BV53  | 30 jan 2008 | Mount Lemmon      | Mount Lemmon Survey | —         | MPC                           |
| 403074     | 2008 CZ2   | 1 fev 2008  | Mount Lemmon      | Mount Lemmon Survey | —         | MPC                           |
| 403075     | 2008 CD3   | 1 fev 2008  | Mount Lemmon      | Mount Lemmon Survey | Flora     | MPC                           |
| 403076     | 2008 CV12  | 3 fev 2008  | Kitt Peak         | Spacewatch          | Juno      | MPC                           |
| 403077     | 2008 CW12  | 20 nov 2007 | Mount Lemmon      | Mount Lemmon Survey | —         | MPC                           |
| 403078     | 2008 CP13  | 3 fev 2008  | Kitt Peak         | Spacewatch          | —         | MPC                           |
| 403079     | 2008 CF18  | 3 fev 2008  | Catalina          | CSS                 | —         | MPC                           |
| 403080     | 2008 CJ19  | 9 nov 2007  | Mount Lemmon      | Mount Lemmon Survey | —         | MPC                           |
| 403081     | 2008 CU19  | 6 fev 2008  | Catalina          | CSS                 | —         | MPC                           |
| 403082     | 2008 CV20  | 19 out 2007 | Mount Lemmon      | Mount Lemmon Survey | —         | MPC                           |
| 403083     | 2008 CA23  | 14 set 2006 | Kitt Peak         | Spacewatch          | —         | MPC                           |
| 403084     | 2008 CK34  | 2 fev 2008  | Kitt Peak         | Spacewatch          | —         | MPC                           |
| 403085     | 2008 CK37  | 2 fev 2008  | Kitt Peak         | Spacewatch          | —         | MPC                           |
| 403086     | 2008 CW43  | 11 jan 2008 | Mount Lemmon      | Mount Lemmon Survey | —         | MPC                           |
| 403087     | 2008 CB44  | 2 fev 2008  | Kitt Peak         | Spacewatch          | —         | MPC                           |
| 403088     | 2008 CC46  | 2 fev 2008  | Kitt Peak         | Spacewatch          | —         | MPC                           |
| 403089     | 2008 CB61  | 7 fev 2008  | Mount Lemmon      | Mount Lemmon Survey | —         | MPC                           |
| 403090     | 2008 CX67  | 8 fev 2008  | Mount Lemmon      | Mount Lemmon Survey | —         | MPC                           |
| 403091     | 2008 CX72  | 7 fev 2008  | Catalina          | CSS                 | —         | MPC                           |
| 403092     | 2008 CA73  | 10 fev 2008 | Socorro           | LINEAR              | —         | MPC                           |
| 403093     | 2008 CO84  | 23 out 2006 | Palomar           | NEAT                | —         | MPC                           |
| 403094     | 2008 CY87  | 7 fev 2008  | Mount Lemmon      | Mount Lemmon Survey | —         | MPC                           |
| 403095     | 2008 CJ95  | 14 nov 2007 | Mount Lemmon      | Mount Lemmon Survey | —         | MPC                           |
| 403096     | 2008 CQ107 | 2 fev 2008  | Kitt Peak         | Spacewatch          | —         | MPC                           |
| 403097     | 2008 CN119 | 11 fev 2008 | Dauban            | F. Kugel            | —         | MPC                           |
| 403098     | 2008 CW122 | 7 fev 2008  | Mount Lemmon      | Mount Lemmon Survey | —         | MPC                           |
| 403099     | 2008 CQ126 | 8 fev 2008  | Kitt Peak         | Spacewatch          | —         | MPC                           |
| 403100     | 2008 CP137 | 8 fev 2008  | Kitt Peak         | Spacewatch          | —         | MPC                           |

## 403101–403200
| Designação | Designação | Descoberta    | Descoberta      | Descobridor(es)     | Categoria | Mais informações / Referência |
| Permanente | Provisória | Data          | Local           | Descobridor(es)     | Categoria | Mais informações / Referência |
| ---------- | ---------- | ------------- | --------------- | ------------------- | --------- | ----------------------------- |
| 403101     | 2008 CK138 | 1 fev 2008    | Kitt Peak       | Spacewatch          | —         | MPC                           |
| 403102     | 2008 CU148 | 15 jan 2008   | Mount Lemmon    | Mount Lemmon Survey | —         | MPC                           |
| 403103     | 2008 CS151 | 9 fev 2008    | Kitt Peak       | Spacewatch          | —         | MPC                           |
| 403104     | 2008 CR152 | 9 fev 2008    | Kitt Peak       | Spacewatch          | —         | MPC                           |
| 403105     | 2008 CJ158 | 9 fev 2008    | Kitt Peak       | Spacewatch          | —         | MPC                           |
| 403106     | 2008 CO159 | 9 fev 2008    | Kitt Peak       | Spacewatch          | —         | MPC                           |
| 403107     | 2008 CC160 | 9 fev 2008    | Kitt Peak       | Spacewatch          | —         | MPC                           |
| 403108     | 2008 CJ160 | 9 fev 2008    | Kitt Peak       | Spacewatch          | —         | MPC                           |
| 403109     | 2008 CH181 | 2 fev10, 2008 | Anderson Mesa   | LONEOS              | —         | MPC                           |
| 403110     | 2008 CU185 | 12 jan 2008   | Socorro         | LINEAR              | —         | MPC                           |
| 403111     | 2008 CV187 | 20 nov 2007   | Mount Lemmon    | Mount Lemmon Survey | —         | MPC                           |
| 403112     | 2008 CG189 | 10 jan 2008   | Catalina        | CSS                 | —         | MPC                           |
| 403113     | 2008 CK195 | 13 fev 2008   | Mount Lemmon    | Mount Lemmon Survey | —         | MPC                           |
| 403114     | 2008 CV201 | 8 fev 2008    | Mount Lemmon    | Mount Lemmon Survey | —         | MPC                           |
| 403115     | 2008 CM209 | 3 fev 2008    | Catalina        | CSS                 | —         | MPC                           |
| 403116     | 2008 DO2   | 18 jan 2008   | Kitt Peak       | Spacewatch          | —         | MPC                           |
| 403117     | 2008 DT7   | 24 fev 2008   | Mount Lemmon    | Mount Lemmon Survey | —         | MPC                           |
| 403118     | 2008 DB12  | 10 jan 2008   | Mount Lemmon    | Mount Lemmon Survey | —         | MPC                           |
| 403119     | 2008 DV14  | 26 fev 2008   | Mount Lemmon    | Mount Lemmon Survey | —         | MPC                           |
| 403120     | 2008 DC16  | 27 fev 2008   | Catalina        | CSS                 | —         | MPC                           |
| 403121     | 2008 DX16  | 15 dez 2007   | Catalina        | CSS                 | —         | MPC                           |
| 403122     | 2008 DJ38  | 27 fev 2008   | Kitt Peak       | Spacewatch          | —         | MPC                           |
| 403123     | 2008 DA53  | 10 fev 2008   | Mount Lemmon    | Mount Lemmon Survey | —         | MPC                           |
| 403124     | 2008 DV56  | 29 fev 2008   | Catalina        | CSS                 | —         | MPC                           |
| 403125     | 2008 DZ64  | 10 fev 2008   | Kitt Peak       | Spacewatch          | —         | MPC                           |
| 403126     | 2008 DO76  | 28 fev 2008   | Mount Lemmon    | Mount Lemmon Survey | —         | MPC                           |
| 403127     | 2008 DK84  | 28 fev 2008   | Mount Lemmon    | Mount Lemmon Survey | —         | MPC                           |
| 403128     | 2008 DD87  | 27 fev 2008   | Mount Lemmon    | Mount Lemmon Survey | —         | MPC                           |
| 403129     | 2008 EC9   | 8 mar 2008    | Catalina        | CSS                 | —         | MPC                           |
| 403130     | 2008 EK9   | 9 mar 2008    | Socorro         | LINEAR              | —         | MPC                           |
| 403131     | 2008 EY18  | 24 fev 2008   | Kitt Peak       | Spacewatch          | —         | MPC                           |
| 403132     | 2008 EU20  | 2 mar 2008    | Kitt Peak       | Spacewatch          | —         | MPC                           |
| 403133     | 2008 EC39  | 4 mar 2008    | Kitt Peak       | Spacewatch          | —         | MPC                           |
| 403134     | 2008 ED47  | 5 mar 2008    | Mount Lemmon    | Mount Lemmon Survey | —         | MPC                           |
| 403135     | 2008 EX69  | 4 mar 2008    | Mount Lemmon    | Mount Lemmon Survey | —         | MPC                           |
| 403136     | 2008 EL74  | 28 fev 2008   | Kitt Peak       | Spacewatch          | —         | MPC                           |
| 403137     | 2008 EX74  | 7 mar 2008    | Kitt Peak       | Spacewatch          | —         | MPC                           |
| 403138     | 2008 EZ74  | 7 mar 2008    | Kitt Peak       | Spacewatch          | —         | MPC                           |
| 403139     | 2008 EH96  | 6 mar 2008    | Mount Lemmon    | Mount Lemmon Survey | —         | MPC                           |
| 403140     | 2008 EV103 | 5 mar 2008    | Mount Lemmon    | Mount Lemmon Survey | —         | MPC                           |
| 403141     | 2008 EG124 | 10 mar 2008   | Kitt Peak       | Spacewatch          | —         | MPC                           |
| 403142     | 2008 EN135 | 11 mar 2008   | Kitt Peak       | Spacewatch          | —         | MPC                           |
| 403143     | 2008 EU141 | 12 fev 2008   | Mount Lemmon    | Mount Lemmon Survey | —         | MPC                           |
| 403144     | 2008 ED162 | 11 mar 2008   | Mount Lemmon    | Mount Lemmon Survey | —         | MPC                           |
| 403145     | 2008 ES162 | 30 set 2005   | Mount Lemmon    | Mount Lemmon Survey | —         | MPC                           |
| 403146     | 2008 FD    | 17 nov 2007   | Kitt Peak       | Spacewatch          | —         | MPC                           |
| 403147     | 2008 FS9   | 30 set 2005   | Mount Lemmon    | Mount Lemmon Survey | —         | MPC                           |
| 403148     | 2008 FV20  | 27 mar 2008   | Kitt Peak       | Spacewatch          | —         | MPC                           |
| 403149     | 2008 FZ27  | 27 mar 2008   | Kitt Peak       | Spacewatch          | —         | MPC                           |
| 403150     | 2008 FP37  | 28 mar 2008   | Kitt Peak       | Spacewatch          | —         | MPC                           |
| 403151     | 2008 FF45  | 26 fev 2008   | Mount Lemmon    | Mount Lemmon Survey | —         | MPC                           |
| 403152     | 2008 FQ72  | 30 mar 2008   | Kitt Peak       | Spacewatch          | —         | MPC                           |
| 403153     | 2008 FU89  | 29 mar 2008   | Mount Lemmon    | Mount Lemmon Survey | —         | MPC                           |
| 403154     | 2008 FG94  | 29 mar 2008   | Kitt Peak       | Spacewatch          | —         | MPC                           |
| 403155     | 2008 FK97  | 30 mar 2008   | Kitt Peak       | Spacewatch          | —         | MPC                           |
| 403156     | 2008 FR101 | 30 mar 2008   | Kitt Peak       | Spacewatch          | —         | MPC                           |
| 403157     | 2008 FT102 | 30 mar 2008   | Kitt Peak       | Spacewatch          | —         | MPC                           |
| 403158     | 2008 FL113 | 31 mar 2008   | Kitt Peak       | Spacewatch          | —         | MPC                           |
| 403159     | 2008 FY116 | 31 mar 2008   | Kitt Peak       | Spacewatch          | —         | MPC                           |
| 403160     | 2008 FU122 | 27 mar 2008   | Kitt Peak       | Spacewatch          | —         | MPC                           |
| 403161     | 2008 FQ125 | 31 mar 2008   | Mount Lemmon    | Mount Lemmon Survey | —         | MPC                           |
| 403162     | 2008 FK129 | 30 mar 2008   | Kitt Peak       | Spacewatch          | —         | MPC                           |
| 403163     | 2008 FO135 | 31 mar 2008   | Mount Lemmon    | Mount Lemmon Survey | —         | MPC                           |
| 403164     | 2008 FH136 | 27 mar 2008   | Mount Lemmon    | Mount Lemmon Survey | —         | MPC                           |
| 403165     | 2008 GQ58  | 5 abr 2008    | Mount Lemmon    | Mount Lemmon Survey | —         | MPC                           |
| 403166     | 2008 GF91  | 6 abr 2008    | Mount Lemmon    | Mount Lemmon Survey | —         | MPC                           |
| 403167     | 2008 GX99  | 28 mar 2008   | Kitt Peak       | Spacewatch          | Brangane  | MPC                           |
| 403168     | 2008 GO102 | 10 abr 2008   | Kitt Peak       | Spacewatch          | —         | MPC                           |
| 403169     | 2008 GU103 | 11 abr 2008   | Kitt Peak       | Spacewatch          | —         | MPC                           |
| 403170     | 2008 GP123 | 13 abr 2008   | Mount Lemmon    | Mount Lemmon Survey | —         | MPC                           |
| 403171     | 2008 GG126 | 14 abr 2008   | Mount Lemmon    | Mount Lemmon Survey | —         | MPC                           |
| 403172     | 2008 GO129 | 3 abr 2008    | Kitt Peak       | Spacewatch          | —         | MPC                           |
| 403173     | 2008 GK139 | 30 ago 2005   | Kitt Peak       | Spacewatch          | —         | MPC                           |
| 403174     | 2008 GT144 | 4 abr 2008    | Mount Lemmon    | Mount Lemmon Survey | —         | MPC                           |
| 403175     | 2008 GF146 | 14 abr 2008   | Mount Lemmon    | Mount Lemmon Survey | —         | MPC                           |
| 403176     | 2008 HR    | 24 abr 2008   | Mount Lemmon    | Mount Lemmon Survey | —         | MPC                           |
| 403177     | 2008 HH4   | 1 abr 2008    | Kitt Peak       | Spacewatch          | Brangane  | MPC                           |
| 403178     | 2008 HE19  | 26 set 2005   | Kitt Peak       | Spacewatch          | —         | MPC                           |
| 403179     | 2008 HT20  | 14 abr 2008   | Kitt Peak       | Spacewatch          | —         | MPC                           |
| 403180     | 2008 HW54  | 29 abr 2008   | Kitt Peak       | Spacewatch          | —         | MPC                           |
| 403181     | 2008 HM58  | 30 abr 2008   | Mount Lemmon    | Mount Lemmon Survey | —         | MPC                           |
| 403182     | 2008 HY64  | 30 abr 2008   | Kitt Peak       | Spacewatch          | —         | MPC                           |
| 403183     | 2008 JS7   | 26 abr 2008   | Mount Lemmon    | Mount Lemmon Survey | —         | MPC                           |
| 403184     | 2008 JP16  | 3 mai 2008    | Mount Lemmon    | Mount Lemmon Survey | —         | MPC                           |
| 403185     | 2008 JC22  | 6 mai 2008    | Kitt Peak       | Spacewatch          | —         | MPC                           |
| 403186     | 2008 JG35  | 3 mai 2008    | Catalina        | CSS                 | —         | MPC                           |
| 403187     | 2008 JC36  | 3 mai 2008    | Mount Lemmon    | Mount Lemmon Survey | —         | MPC                           |
| 403188     | 2008 JV36  | 7 mai 2008    | Kitt Peak       | Spacewatch          | —         | MPC                           |
| 403189     | 2008 KN22  | 28 mai 2008   | Kitt Peak       | Spacewatch          | —         | MPC                           |
| 403190     | 2008 KO31  | 6 abr 2008    | Mount Lemmon    | Mount Lemmon Survey | Brangane  | MPC                           |
| 403191     | 2008 KN33  | 29 mai 2008   | Mount Lemmon    | Mount Lemmon Survey | —         | MPC                           |
| 403192     | 2008 KM39  | 30 mai 2008   | Kitt Peak       | Spacewatch          | —         | MPC                           |
| 403193     | 2008 KX40  | 13 mai 2008   | Mount Lemmon    | Mount Lemmon Survey | —         | MPC                           |
| 403194     | 2008 LF4   | 2 jun 2008    | Kitt Peak       | Spacewatch          | —         | MPC                           |
| 403195     | 2008 LN12  | 10 jun 2008   | Magdalena Ridge | W. H. Ryan          | Ursula    | MPC                           |
| 403196     | 2008 PL9   | 8 jun 2007    | Kitt Peak       | Spacewatch          | —         | MPC                           |
| 403197     | 2008 QS21  | 26 ago 2008   | Socorro         | LINEAR              | —         | MPC                           |
| 403198     | 2008 RV24  | 6 set 2008    | Catalina        | CSS                 | —         | MPC                           |
| 403199     | 2008 RC56  | 3 set 2008    | Kitt Peak       | Spacewatch          | —         | MPC                           |
| 403200     | 2008 SL59  | 20 set 2008   | Kitt Peak       | Spacewatch          | Pallas    | MPC                           |

## 403201–403300
| Designação | Designação | Descoberta  | Descoberta   | Descobridor(es)     | Categoria | Mais informações / Referência |
| Permanente | Provisória | Data        | Local        | Descobridor(es)     | Categoria | Mais informações / Referência |
| ---------- | ---------- | ----------- | ------------ | ------------------- | --------- | ----------------------------- |
| 403201     | 2008 SY68  | 22 set 2008 | Kitt Peak    | Spacewatch          | Ursula    | MPC                           |
| 403202     | 2008 SS91  | 21 set 2008 | Kitt Peak    | Spacewatch          | —         | MPC                           |
| 403203     | 2008 SP197 | 25 set 2008 | Kitt Peak    | Spacewatch          | —         | MPC                           |
| 403204     | 2008 ST200 | 26 set 2008 | Kitt Peak    | Spacewatch          | —         | MPC                           |
| 403205     | 2008 SC256 | 20 set 2008 | Kitt Peak    | Spacewatch          | —         | MPC                           |
| 403206     | 2008 TA8   | 4 out 2008  | La Sagra     | Mallorca Obs.       | —         | MPC                           |
| 403207     | 2008 TT19  | 1 out 2008  | Mount Lemmon | Mount Lemmon Survey | —         | MPC                           |
| 403208     | 2008 TQ32  | 1 out 2008  | Kitt Peak    | Spacewatch          | —         | MPC                           |
| 403209     | 2008 TW52  | 26 mar 2003 | Kitt Peak    | Spacewatch          | —         | MPC                           |
| 403210     | 2008 TS73  | 2 out 2008  | Kitt Peak    | Spacewatch          | —         | MPC                           |
| 403211     | 2008 TP97  | 4 set 2008  | Kitt Peak    | Spacewatch          | —         | MPC                           |
| 403212     | 2008 TQ112 | 23 set 2008 | Catalina     | CSS                 | —         | MPC                           |
| 403213     | 2008 TU161 | 8 out 2008  | Kitt Peak    | Spacewatch          | —         | MPC                           |
| 403214     | 2008 TX171 | 8 out 2008  | Mount Lemmon | Mount Lemmon Survey | —         | MPC                           |
| 403215     | 2008 TE183 | 2 out 2008  | Socorro      | LINEAR              | —         | MPC                           |
| 403216     | 2008 US11  | 8 out 2008  | Mount Lemmon | Mount Lemmon Survey | —         | MPC                           |
| 403217     | 2008 UX71  | 21 out 2008 | Kitt Peak    | Spacewatch          | —         | MPC                           |
| 403218     | 2008 UQ81  | 3 dez 2005  | Kitt Peak    | Spacewatch          | —         | MPC                           |
| 403219     | 2008 US105 | 8 out 2008  | Kitt Peak    | Spacewatch          | —         | MPC                           |
| 403220     | 2008 UN125 | 22 out 2008 | Kitt Peak    | Spacewatch          | —         | MPC                           |
| 403221     | 2008 UN145 | 23 out 2008 | Kitt Peak    | Spacewatch          | —         | MPC                           |
| 403222     | 2008 US151 | 23 out 2008 | Kitt Peak    | Spacewatch          | —         | MPC                           |
| 403223     | 2008 US204 | 6 out 2008  | Catalina     | CSS                 | —         | MPC                           |
| 403224     | 2008 UJ211 | 1 out 2008  | Mount Lemmon | Mount Lemmon Survey | —         | MPC                           |
| 403225     | 2008 UT221 | 25 out 2008 | Kitt Peak    | Spacewatch          | —         | MPC                           |
| 403226     | 2008 UP224 | 25 out 2008 | Kitt Peak    | Spacewatch          | —         | MPC                           |
| 403227     | 2008 UH229 | 25 out 2008 | Mount Lemmon | Mount Lemmon Survey | —         | MPC                           |
| 403228     | 2008 UP239 | 26 out 2008 | Kitt Peak    | Spacewatch          | —         | MPC                           |
| 403229     | 2008 UH275 | 20 out 2008 | Kitt Peak    | Spacewatch          | —         | MPC                           |
| 403230     | 2008 UO283 | 28 out 2008 | Mount Lemmon | Mount Lemmon Survey | —         | MPC                           |
| 403231     | 2008 UU286 | 28 out 2008 | Mount Lemmon | Mount Lemmon Survey | —         | MPC                           |
| 403232     | 2008 UC328 | 23 set 2008 | Kitt Peak    | Spacewatch          | —         | MPC                           |
| 403233     | 2008 UM338 | 21 out 2008 | Kitt Peak    | Spacewatch          | —         | MPC                           |
| 403234     | 2008 UX343 | 25 out 2008 | Kitt Peak    | Spacewatch          | —         | MPC                           |
| 403235     | 2008 UL351 | 28 out 2008 | Mount Lemmon | Mount Lemmon Survey | —         | MPC                           |
| 403236     | 2008 UU353 | 20 out 2008 | Kitt Peak    | Spacewatch          | —         | MPC                           |
| 403237     | 2008 VE11  | 2 nov 2008  | Mount Lemmon | Mount Lemmon Survey | Juno      | MPC                           |
| 403238     | 2008 VD16  | 1 nov 2008  | Kitt Peak    | Spacewatch          | Flora     | MPC                           |
| 403239     | 2008 VK67  | 7 nov 2008  | Mount Lemmon | Mount Lemmon Survey | —         | MPC                           |
| 403240     | 2008 VH70  | 7 nov 2008  | Mount Lemmon | Mount Lemmon Survey | Juno      | MPC                           |
| 403241     | 2008 VK80  | 1 nov 2008  | Mount Lemmon | Mount Lemmon Survey | —         | MPC                           |
| 403242     | 2008 WD31  | 19 nov 2008 | Mount Lemmon | Mount Lemmon Survey | —         | MPC                           |
| 403243     | 2008 WY31  | 30 jan 2006 | Kitt Peak    | Spacewatch          | —         | MPC                           |
| 403244     | 2008 WE34  | 25 mai 2007 | Mount Lemmon | Mount Lemmon Survey | —         | MPC                           |
| 403245     | 2008 WP136 | 20 nov 2008 | Socorro      | LINEAR              | —         | MPC                           |
| 403246     | 2008 XT    | 17 dez 2008 | Jarnac       | Jarnac Obs.         | —         | MPC                           |
| 403247     | 2008 XO2   | 5 dez 2008  | Mount Lemmon | Mount Lemmon Survey | —         | MPC                           |
| 403248     | 2008 XU12  | 3 nov 2008  | Mount Lemmon | Mount Lemmon Survey | —         | MPC                           |
| 403249     | 2008 XO51  | 2 dez 2008  | Kitt Peak    | Spacewatch          | —         | MPC                           |
| 403250     | 2008 YC    | 19 nov 2008 | Kitt Peak    | Spacewatch          | —         | MPC                           |
| 403251     | 2008 YC10  | 19 dez 2008 | Lulin        | LUSS                | —         | MPC                           |
| 403252     | 2008 YR10  | 18 nov 2008 | Kitt Peak    | Spacewatch          | —         | MPC                           |
| 403253     | 2008 YF16  | 21 dez 2008 | Socorro      | LINEAR              | —         | MPC                           |
| 403254     | 2008 YL18  | 21 dez 2008 | Kitt Peak    | Spacewatch          | —         | MPC                           |
| 403255     | 2008 YP44  | 12 fev 2002 | Kitt Peak    | Spacewatch          | —         | MPC                           |
| 403256     | 2008 YH47  | 8 nov 2008  | Mount Lemmon | Mount Lemmon Survey | —         | MPC                           |
| 403257     | 2008 YL65  | 30 dez 2008 | Kitt Peak    | Spacewatch          | —         | MPC                           |
| 403258     | 2008 YH78  | 30 dez 2008 | Mount Lemmon | Mount Lemmon Survey | —         | MPC                           |
| 403259     | 2008 YR79  | 30 dez 2008 | Mount Lemmon | Mount Lemmon Survey | —         | MPC                           |
| 403260     | 2008 YE80  | 30 dez 2008 | Mount Lemmon | Mount Lemmon Survey | —         | MPC                           |
| 403261     | 2008 YE105 | 29 dez 2008 | Kitt Peak    | Spacewatch          | —         | MPC                           |
| 403262     | 2008 YF126 | 30 dez 2008 | Kitt Peak    | Spacewatch          | —         | MPC                           |
| 403263     | 2008 YC137 | 4 dez 2008  | Mount Lemmon | Mount Lemmon Survey | —         | MPC                           |
| 403264     | 2008 YD137 | 5 out 2004  | Kitt Peak    | Spacewatch          | —         | MPC                           |
| 403265     | 2008 YQ144 | 30 dez 2008 | Mount Lemmon | Mount Lemmon Survey | —         | MPC                           |
| 403266     | 2008 YE145 | 30 dez 2008 | Kitt Peak    | Spacewatch          | —         | MPC                           |
| 403267     | 2008 YW150 | 22 dez 2008 | Kitt Peak    | Spacewatch          | —         | MPC                           |
| 403268     | 2008 YZ150 | 7 jan 2002  | Kitt Peak    | Spacewatch          | —         | MPC                           |
| 403269     | 2008 YB154 | 21 dez 2008 | Kitt Peak    | Spacewatch          | —         | MPC                           |
| 403270     | 2008 YR165 | 30 dez 2008 | Kitt Peak    | Spacewatch          | —         | MPC                           |
| 403271     | 2009 AM2   | 2 jan 2009  | Mount Lemmon | Mount Lemmon Survey | —         | MPC                           |
| 403272     | 2009 AJ10  | 2 jan 2009  | Mount Lemmon | Mount Lemmon Survey | —         | MPC                           |
| 403273     | 2009 AT14  | 23 nov 2008 | Mount Lemmon | Mount Lemmon Survey | —         | MPC                           |
| 403274     | 2009 AY22  | 3 jan 2009  | Kitt Peak    | Spacewatch          | —         | MPC                           |
| 403275     | 2009 AO39  | 15 jan 2009 | Kitt Peak    | Spacewatch          | —         | MPC                           |
| 403276     | 2009 AB41  | 24 nov 2008 | Mount Lemmon | Mount Lemmon Survey | —         | MPC                           |
| 403277     | 2009 AD46  | 3 jan 2009  | Mount Lemmon | Mount Lemmon Survey | —         | MPC                           |
| 403278     | 2009 AV46  | 2 jan 2009  | Kitt Peak    | Spacewatch          | —         | MPC                           |
| 403279     | 2009 BJ20  | 24 nov 2008 | Mount Lemmon | Mount Lemmon Survey | —         | MPC                           |
| 403280     | 2009 BD22  | 1 jan 2009  | Mount Lemmon | Mount Lemmon Survey | —         | MPC                           |
| 403281     | 2009 BJ23  | 1 dez 2008  | Mount Lemmon | Mount Lemmon Survey | —         | MPC                           |
| 403282     | 2009 BF27  | 5 set 2007  | Mount Lemmon | Mount Lemmon Survey | —         | MPC                           |
| 403283     | 2009 BA36  | 4 dez 2008  | Mount Lemmon | Mount Lemmon Survey | —         | MPC                           |
| 403284     | 2009 BH44  | 16 jan 2009 | Kitt Peak    | Spacewatch          | —         | MPC                           |
| 403285     | 2009 BC51  | 16 jan 2009 | Mount Lemmon | Mount Lemmon Survey | —         | MPC                           |
| 403286     | 2009 BL56  | 17 jan 2009 | Mount Lemmon | Mount Lemmon Survey | —         | MPC                           |
| 403287     | 2009 BD62  | 18 jan 2009 | Mount Lemmon | Mount Lemmon Survey | —         | MPC                           |
| 403288     | 2009 BC64  | 20 jan 2009 | Catalina     | CSS                 | —         | MPC                           |
| 403289     | 2009 BU72  | 31 dez 2008 | Mount Lemmon | Mount Lemmon Survey | —         | MPC                           |
| 403290     | 2009 BO75  | 3 dez 2008  | Mount Lemmon | Mount Lemmon Survey | —         | MPC                           |
| 403291     | 2009 BX86  | 25 jan 2009 | Kitt Peak    | Spacewatch          | —         | MPC                           |
| 403292     | 2009 BW96  | 25 jan 2009 | Catalina     | CSS                 | —         | MPC                           |
| 403293     | 2009 BQ104 | 16 jan 2009 | Kitt Peak    | Spacewatch          | —         | MPC                           |
| 403294     | 2009 BD107 | 17 jan 2009 | Kitt Peak    | Spacewatch          | —         | MPC                           |
| 403295     | 2009 BX108 | 29 jan 2009 | Mount Lemmon | Mount Lemmon Survey | —         | MPC                           |
| 403296     | 2009 BC109 | 30 jan 2009 | Mount Lemmon | Mount Lemmon Survey | —         | MPC                           |
| 403297     | 2009 BF116 | 29 jan 2009 | Kitt Peak    | Spacewatch          | —         | MPC                           |
| 403298     | 2009 BJ144 | 30 jan 2009 | Kitt Peak    | Spacewatch          | —         | MPC                           |
| 403299     | 2009 BR158 | 31 jan 2009 | Kitt Peak    | Spacewatch          | —         | MPC                           |
| 403300     | 2009 BH162 | 9 out 2007  | Mount Lemmon | Mount Lemmon Survey | —         | MPC                           |

## 403301–403400
| Designação | Designação | Descoberta  | Descoberta    | Descobridor(es)     | Categoria | Mais informações / Referência |
| Permanente | Provisória | Data        | Local         | Descobridor(es)     | Categoria | Mais informações / Referência |
| ---------- | ---------- | ----------- | ------------- | ------------------- | --------- | ----------------------------- |
| 403301     | 2009 BL164 | 31 jan 2009 | Kitt Peak     | Spacewatch          | —         | MPC                           |
| 403302     | 2009 BT173 | 20 jan 2009 | Mount Lemmon  | Mount Lemmon Survey | —         | MPC                           |
| 403303     | 2009 BA175 | 11 set 2007 | Mount Lemmon  | Mount Lemmon Survey | —         | MPC                           |
| 403304     | 2009 BH182 | 17 jan 2009 | Kitt Peak     | Spacewatch          | —         | MPC                           |
| 403305     | 2009 BZ184 | 11 out 2004 | Kitt Peak     | Spacewatch          | —         | MPC                           |
| 403306     | 2009 BP190 | 31 jan 2009 | Mount Lemmon  | Mount Lemmon Survey | —         | MPC                           |
| 403307     | 2009 CR6   | 14 fev 2009 | Heppenheim    | Starkenburg Obs.    | —         | MPC                           |
| 403308     | 2009 CD18  | 20 jan 2009 | Mount Lemmon  | Mount Lemmon Survey | —         | MPC                           |
| 403309     | 2009 CE27  | 1 fev 2009  | Kitt Peak     | Spacewatch          | —         | MPC                           |
| 403310     | 2009 CA29  | 1 fev 2009  | Kitt Peak     | Spacewatch          | Mitidika  | MPC                           |
| 403311     | 2009 CC29  | 22 dez 2008 | Mount Lemmon  | Mount Lemmon Survey | —         | MPC                           |
| 403312     | 2009 CH29  | 1 fev 2009  | Kitt Peak     | Spacewatch          | —         | MPC                           |
| 403313     | 2009 CS29  | 1 fev 2009  | Kitt Peak     | Spacewatch          | —         | MPC                           |
| 403314     | 2009 CX32  | 1 fev 2009  | Kitt Peak     | Spacewatch          | —         | MPC                           |
| 403315     | 2009 CG43  | 14 fev 2009 | Catalina      | CSS                 | —         | MPC                           |
| 403316     | 2009 CF45  | 17 jan 2009 | Mount Lemmon  | Mount Lemmon Survey | —         | MPC                           |
| 403317     | 2009 CW59  | 15 fev 2009 | Catalina      | CSS                 | —         | MPC                           |
| 403318     | 2009 CK62  | 4 fev 2009  | Kitt Peak     | Spacewatch          | —         | MPC                           |
| 403319     | 2009 DU14  | 19 fev 2009 | Mount Lemmon  | Mount Lemmon Survey | —         | MPC                           |
| 403320     | 2009 DS15  | 16 fev 2009 | La Sagra      | Mallorca Obs.       | —         | MPC                           |
| 403321     | 2009 DW17  | 19 fev 2009 | Kitt Peak     | Spacewatch          | —         | MPC                           |
| 403322     | 2009 DS19  | 21 fev 2009 | Catalina      | CSS                 | —         | MPC                           |
| 403323     | 2009 DZ20  | 18 jan 2009 | Kitt Peak     | Spacewatch          | —         | MPC                           |
| 403324     | 2009 DX21  | 19 fev 2009 | Kitt Peak     | Spacewatch          | —         | MPC                           |
| 403325     | 2009 DW22  | 1 jan 2009  | Mount Lemmon  | Mount Lemmon Survey | —         | MPC                           |
| 403326     | 2009 DU25  | 31 jan 2009 | Kitt Peak     | Spacewatch          | —         | MPC                           |
| 403327     | 2009 DC33  | 23 ago 2007 | Kitt Peak     | Spacewatch          | —         | MPC                           |
| 403328     | 2009 DK53  | 19 nov 2007 | Kitt Peak     | Spacewatch          | —         | MPC                           |
| 403329     | 2009 DJ60  | 22 fev 2009 | Kitt Peak     | Spacewatch          | —         | MPC                           |
| 403330     | 2009 DC70  | 26 fev 2009 | Catalina      | CSS                 | —         | MPC                           |
| 403331     | 2009 DP77  | 4 fev 2009  | Mount Lemmon  | Mount Lemmon Survey | —         | MPC                           |
| 403332     | 2009 DG85  | 27 fev 2009 | Kitt Peak     | Spacewatch          | —         | MPC                           |
| 403333     | 2009 DX91  | 27 fev 2009 | Kitt Peak     | Spacewatch          | —         | MPC                           |
| 403334     | 2009 DT93  | 28 fev 2009 | Mount Lemmon  | Mount Lemmon Survey | —         | MPC                           |
| 403335     | 2009 DE94  | 28 fev 2009 | Mount Lemmon  | Mount Lemmon Survey | —         | MPC                           |
| 403336     | 2009 DV112 | 27 fev 2009 | Catalina      | CSS                 | —         | MPC                           |
| 403337     | 2009 DB119 | 27 fev 2009 | Kitt Peak     | Spacewatch          | —         | MPC                           |
| 403338     | 2009 DA124 | 19 fev 2009 | Kitt Peak     | Spacewatch          | —         | MPC                           |
| 403339     | 2009 DF127 | 20 fev 2009 | Kitt Peak     | Spacewatch          | —         | MPC                           |
| 403340     | 2009 DN131 | 19 fev 2009 | Kitt Peak     | Spacewatch          | Mitidika  | MPC                           |
| 403341     | 2009 DH134 | 17 mar 2005 | Mount Lemmon  | Mount Lemmon Survey | —         | MPC                           |
| 403342     | 2009 DM137 | 28 fev 2009 | Kitt Peak     | Spacewatch          | —         | MPC                           |
| 403343     | 2009 EZ12  | 3 mar 2009  | Catalina      | CSS                 | Phocaea   | MPC                           |
| 403344     | 2009 EM24  | 25 out 2003 | Kitt Peak     | Spacewatch          | —         | MPC                           |
| 403345     | 2009 EF25  | 27 ago 2006 | Kitt Peak     | Spacewatch          | —         | MPC                           |
| 403346     | 2009 EY30  | 2 mar 2009  | Mount Lemmon  | Mount Lemmon Survey | —         | MPC                           |
| 403347     | 2009 FS3   | 17 mar 2009 | La Sagra      | Mallorca Obs.       | —         | MPC                           |
| 403348     | 2009 FB34  | 25 jan 2009 | Kitt Peak     | Spacewatch          | —         | MPC                           |
| 403349     | 2009 FV55  | 17 mar 2009 | Siding Spring | SSS                 | —         | MPC                           |
| 403350     | 2009 FY61  | 31 jan 2009 | Mount Lemmon  | Mount Lemmon Survey | —         | MPC                           |
| 403351     | 2009 FT68  | 26 mar 2009 | Mount Lemmon  | Mount Lemmon Survey | —         | MPC                           |
| 403352     | 2009 FJ71  | 31 mar 2009 | Kitt Peak     | Spacewatch          | —         | MPC                           |
| 403353     | 2009 FH72  | 18 mar 2009 | Kitt Peak     | Spacewatch          | —         | MPC                           |
| 403354     | 2009 FH74  | 31 mar 2009 | Kitt Peak     | Spacewatch          | —         | MPC                           |
| 403355     | 2009 FY74  | 27 mar 2009 | Siding Spring | SSS                 | —         | MPC                           |
| 403356     | 2009 FX75  | 24 mar 2009 | Kitt Peak     | Spacewatch          | —         | MPC                           |
| 403357     | 2009 HP    | 27 fev 2009 | Catalina      | CSS                 | —         | MPC                           |
| 403358     | 2009 HR3   | 2 abr 2009  | Mount Lemmon  | Mount Lemmon Survey | —         | MPC                           |
| 403359     | 2009 HQ4   | 17 abr 2009 | Kitt Peak     | Spacewatch          | —         | MPC                           |
| 403360     | 2009 HS5   | 7 mar 2009  | Mount Lemmon  | Mount Lemmon Survey | —         | MPC                           |
| 403361     | 2009 HP6   | 17 abr 2009 | Kitt Peak     | Spacewatch          | —         | MPC                           |
| 403362     | 2009 HE37  | 21 jul 2006 | Mount Lemmon  | Mount Lemmon Survey | —         | MPC                           |
| 403363     | 2009 HR42  | 20 abr 2009 | Kitt Peak     | Spacewatch          | —         | MPC                           |
| 403364     | 2009 HB47  | 18 abr 2009 | Kitt Peak     | Spacewatch          | —         | MPC                           |
| 403365     | 2009 HF49  | 19 abr 2009 | Kitt Peak     | Spacewatch          | —         | MPC                           |
| 403366     | 2009 HJ53  | 19 abr 2009 | Mount Lemmon  | Mount Lemmon Survey | —         | MPC                           |
| 403367     | 2009 HN66  | 19 abr 2009 | Kitt Peak     | Spacewatch          | Iannini   | MPC                           |
| 403368     | 2009 HQ66  | 24 abr 2009 | Kitt Peak     | Spacewatch          | —         | MPC                           |
| 403369     | 2009 HX74  | 27 abr 2009 | Mount Lemmon  | Mount Lemmon Survey | —         | MPC                           |
| 403370     | 2009 HG75  | 27 abr 2009 | Kitt Peak     | Spacewatch          | —         | MPC                           |
| 403371     | 2009 HC79  | 26 abr 2009 | Kitt Peak     | Spacewatch          | —         | MPC                           |
| 403372     | 2009 HO80  | 19 mar 2009 | Kitt Peak     | Spacewatch          | —         | MPC                           |
| 403373     | 2009 HS80  | 4 jun 2005  | Kitt Peak     | Spacewatch          | Phocaea   | MPC                           |
| 403374     | 2009 HN96  | 23 abr 2009 | Kitt Peak     | Spacewatch          | —         | MPC                           |
| 403375     | 2009 HX103 | 20 abr 2009 | Kitt Peak     | Spacewatch          | Meliboea  | MPC                           |
| 403376     | 2009 JB10  | 24 mar 2009 | Mount Lemmon  | Mount Lemmon Survey | —         | MPC                           |
| 403377     | 2009 JD12  | 20 abr 2009 | Kitt Peak     | Spacewatch          | —         | MPC                           |
| 403378     | 2009 KC11  | 25 mai 2009 | Kitt Peak     | Spacewatch          | —         | MPC                           |
| 403379     | 2009 KU21  | 27 mai 2009 | Mount Lemmon  | Mount Lemmon Survey | —         | MPC                           |
| 403380     | 2009 MF9   | 15 jun 2009 | Kitt Peak     | Spacewatch          | —         | MPC                           |
| 403381     | 2009 OQ18  | 28 jul 2009 | Kitt Peak     | Spacewatch          | —         | MPC                           |
| 403382     | 2009 PS4   | 26 dez 2005 | Kitt Peak     | Spacewatch          | Brangane  | MPC                           |
| 403383     | 2009 PO19  | 15 ago 2009 | Kitt Peak     | Spacewatch          | —         | MPC                           |
| 403384     | 2009 PS20  | 15 ago 2009 | Socorro       | LINEAR              | —         | MPC                           |
| 403385     | 2009 PX20  | 15 ago 2009 | Catalina      | CSS                 | —         | MPC                           |
| 403386     | 2009 QM11  | 22 ago 2009 | Sandlot       | G. Hug              | —         | MPC                           |
| 403387     | 2009 QQ13  | 16 ago 2009 | Kitt Peak     | Spacewatch          | —         | MPC                           |
| 403388     | 2009 QB14  | 16 ago 2009 | Kitt Peak     | Spacewatch          | —         | MPC                           |
| 403389     | 2009 QZ14  | 16 ago 2009 | Kitt Peak     | Spacewatch          | —         | MPC                           |
| 403390     | 2009 QD46  | 27 ago 2009 | Kitt Peak     | Spacewatch          | Brangane  | MPC                           |
| 403391     | 2009 QH52  | 16 ago 2009 | Kitt Peak     | Spacewatch          | —         | MPC                           |
| 403392     | 2009 QE55  | 27 ago 2009 | Kitt Peak     | Spacewatch          | —         | MPC                           |
| 403393     | 2009 QH56  | 28 ago 2009 | Kitt Peak     | Spacewatch          | —         | MPC                           |
| 403394     | 2009 QP56  | 20 ago 2009 | Kitt Peak     | Spacewatch          | —         | MPC                           |
| 403395     | 2009 QA59  | 20 ago 2009 | Kitt Peak     | Spacewatch          | —         | MPC                           |
| 403396     | 2009 QW61  | 27 ago 2009 | Kitt Peak     | Spacewatch          | —         | MPC                           |
| 403397     | 2009 QQ62  | 17 ago 2009 | Kitt Peak     | Spacewatch          | —         | MPC                           |
| 403398     | 2009 RO22  | 15 ago 2009 | Catalina      | CSS                 | —         | MPC                           |
| 403399     | 2009 RU25  | 15 set 2009 | Kitt Peak     | Spacewatch          | —         | MPC                           |
| 403400     | 2009 RX36  | 30 dez 2005 | Mount Lemmon  | Mount Lemmon Survey | —         | MPC                           |

## 403401–403500
| Designação | Designação | Descoberta  | Descoberta      | Descobridor(es)           | Categoria | Mais informações / Referência |
| Permanente | Provisória | Data        | Local           | Descobridor(es)           | Categoria | Mais informações / Referência |
| ---------- | ---------- | ----------- | --------------- | ------------------------- | --------- | ----------------------------- |
| 403401     | 2009 RW44  | 15 set 2009 | Kitt Peak       | Spacewatch                | —         | MPC                           |
| 403402     | 2009 RR45  | 14 set 2009 | Socorro         | LINEAR                    | —         | MPC                           |
| 403403     | 2009 RT48  | 15 set 2009 | Kitt Peak       | Spacewatch                | —         | MPC                           |
| 403404     | 2009 RX50  | 15 set 2009 | Kitt Peak       | Spacewatch                | —         | MPC                           |
| 403405     | 2009 RM66  | 15 set 2009 | Kitt Peak       | Spacewatch                | Brangane  | MPC                           |
| 403406     | 2009 RK71  | 15 set 2009 | Kitt Peak       | Spacewatch                | —         | MPC                           |
| 403407     | 2009 SQ14  | 18 set 2009 | Bisei SG Center | BATTeRS                   | —         | MPC                           |
| 403408     | 2009 SM16  | 17 set 2009 | Mount Lemmon    | Mount Lemmon Survey       | —         | MPC                           |
| 403409     | 2009 SO17  | 17 set 2009 | Moletai         | K. Černis, J. Zdanavičius | —         | MPC                           |
| 403410     | 2009 SA24  | 16 set 2009 | Kitt Peak       | Spacewatch                | —         | MPC                           |
| 403411     | 2009 SF24  | 16 set 2009 | Kitt Peak       | Spacewatch                | —         | MPC                           |
| 403412     | 2009 SZ35  | 16 set 2009 | Kitt Peak       | Spacewatch                | —         | MPC                           |
| 403413     | 2009 SV64  | 17 set 2009 | Mount Lemmon    | Mount Lemmon Survey       | —         | MPC                           |
| 403414     | 2009 SU72  | 15 ago 2009 | Kitt Peak       | Spacewatch                | —         | MPC                           |
| 403415     | 2009 SU75  | 14 mar 2007 | Mount Lemmon    | Mount Lemmon Survey       | Ursula    | MPC                           |
| 403416     | 2009 SO76  | 17 set 2009 | Kitt Peak       | Spacewatch                | —         | MPC                           |
| 403417     | 2009 SX78  | 18 set 2009 | Kitt Peak       | Spacewatch                | —         | MPC                           |
| 403418     | 2009 SM92  | 18 set 2009 | Mount Lemmon    | Mount Lemmon Survey       | —         | MPC                           |
| 403419     | 2009 SA96  | 19 set 2009 | Kitt Peak       | Spacewatch                | —         | MPC                           |
| 403420     | 2009 SZ100 | 17 ago 2009 | Kitt Peak       | Spacewatch                | —         | MPC                           |
| 403421     | 2009 SZ111 | 18 set 2009 | Kitt Peak       | Spacewatch                | Ursula    | MPC                           |
| 403422     | 2009 SJ113 | 18 set 2009 | Kitt Peak       | Spacewatch                | —         | MPC                           |
| 403423     | 2009 SL115 | 18 set 2009 | Kitt Peak       | Spacewatch                | Brangane  | MPC                           |
| 403424     | 2009 SK116 | 18 set 2009 | Mount Lemmon    | Mount Lemmon Survey       | —         | MPC                           |
| 403425     | 2009 SO122 | 18 set 2009 | Mount Lemmon    | Mount Lemmon Survey       | —         | MPC                           |
| 403426     | 2009 SS129 | 18 set 2009 | Kitt Peak       | Spacewatch                | —         | MPC                           |
| 403427     | 2009 ST130 | 18 set 2009 | Kitt Peak       | Spacewatch                | —         | MPC                           |
| 403428     | 2009 SJ132 | 18 set 2009 | Kitt Peak       | Spacewatch                | —         | MPC                           |
| 403429     | 2009 SA141 | 18 set 2003 | Kitt Peak       | Spacewatch                | —         | MPC                           |
| 403430     | 2009 ST175 | 19 set 2009 | Mount Lemmon    | Mount Lemmon Survey       | —         | MPC                           |
| 403431     | 2009 SD183 | 21 set 2009 | Kitt Peak       | Spacewatch                | —         | MPC                           |
| 403432     | 2009 SK183 | 21 set 2009 | Kitt Peak       | Spacewatch                | —         | MPC                           |
| 403433     | 2009 SZ183 | 17 set 2009 | Kitt Peak       | Spacewatch                | Brangane  | MPC                           |
| 403434     | 2009 SG185 | 21 set 2009 | Kitt Peak       | Spacewatch                | —         | MPC                           |
| 403435     | 2009 SM192 | 10 set 2009 | Catalina        | CSS                       | —         | MPC                           |
| 403436     | 2009 SL206 | 23 set 2009 | Kitt Peak       | Spacewatch                | —         | MPC                           |
| 403437     | 2009 SW212 | 23 set 2009 | Kitt Peak       | Spacewatch                | —         | MPC                           |
| 403438     | 2009 SF213 | 23 set 2009 | Kitt Peak       | Spacewatch                | —         | MPC                           |
| 403439     | 2009 SA216 | 24 set 2009 | Kitt Peak       | Spacewatch                | —         | MPC                           |
| 403440     | 2009 SY229 | 16 set 2009 | Kitt Peak       | Spacewatch                | —         | MPC                           |
| 403441     | 2009 SM233 | 20 set 2009 | Mount Lemmon    | Mount Lemmon Survey       | —         | MPC                           |
| 403442     | 2009 SX234 | 17 set 2009 | Catalina        | CSS                       | —         | MPC                           |
| 403443     | 2009 SW238 | 16 set 2009 | Catalina        | CSS                       | —         | MPC                           |
| 403444     | 2009 SY245 | 17 set 2009 | Kitt Peak       | Spacewatch                | —         | MPC                           |
| 403445     | 2009 SB251 | 28 jul 2009 | Kitt Peak       | Spacewatch                | —         | MPC                           |
| 403446     | 2009 SW268 | 24 set 2009 | Kitt Peak       | Spacewatch                | —         | MPC                           |
| 403447     | 2009 SQ273 | 17 set 2009 | Kitt Peak       | Spacewatch                | —         | MPC                           |
| 403448     | 2009 SM276 | 17 set 2009 | Kitt Peak       | Spacewatch                | —         | MPC                           |
| 403449     | 2009 SH288 | 21 set 2009 | Kitt Peak       | Spacewatch                | —         | MPC                           |
| 403450     | 2009 SP289 | 25 set 2009 | Kitt Peak       | Spacewatch                | —         | MPC                           |
| 403451     | 2009 SX293 | 26 set 2009 | Kitt Peak       | Spacewatch                | —         | MPC                           |
| 403452     | 2009 SA294 | 27 set 2009 | Kitt Peak       | Spacewatch                | —         | MPC                           |
| 403453     | 2009 SL305 | 17 set 2009 | Kitt Peak       | Spacewatch                | —         | MPC                           |
| 403454     | 2009 SU309 | 18 set 2009 | Kitt Peak       | Spacewatch                | —         | MPC                           |
| 403455     | 2009 ST318 | 20 set 2009 | Kitt Peak       | Spacewatch                | —         | MPC                           |
| 403456     | 2009 SC319 | 27 dez 2005 | Kitt Peak       | Spacewatch                | —         | MPC                           |
| 403457     | 2009 SY321 | 22 set 2009 | Kitt Peak       | Spacewatch                | —         | MPC                           |
| 403458     | 2009 SE330 | 18 set 2009 | Kitt Peak       | Spacewatch                | Brangane  | MPC                           |
| 403459     | 2009 SL332 | 21 set 2009 | Catalina        | CSS                       | —         | MPC                           |
| 403460     | 2009 SD336 | 23 set 2009 | Kitt Peak       | Spacewatch                | —         | MPC                           |
| 403461     | 2009 ST342 | 16 set 2009 | Catalina        | CSS                       | —         | MPC                           |
| 403462     | 2009 SA343 | 17 set 2009 | Kitt Peak       | Spacewatch                | —         | MPC                           |
| 403463     | 2009 SE352 | 22 set 2009 | Catalina        | CSS                       | —         | MPC                           |
| 403464     | 2009 SG353 | 19 set 2009 | Kitt Peak       | Spacewatch                | —         | MPC                           |
| 403465     | 2009 SB363 | 15 set 2009 | Kitt Peak       | Spacewatch                | —         | MPC                           |
| 403466     | 2009 TM4   | 15 set 2009 | Kitt Peak       | Spacewatch                | —         | MPC                           |
| 403467     | 2009 TU4   | 27 jul 2009 | Kitt Peak       | Spacewatch                | —         | MPC                           |
| 403468     | 2009 TZ7   | 28 set 2009 | Mount Lemmon    | Mount Lemmon Survey       | —         | MPC                           |
| 403469     | 2009 TV9   | 15 out 2009 | Mayhill         | A. Lowe                   | —         | MPC                           |
| 403470     | 2009 TP10  | 16 dez 1993 | Kitt Peak       | Spacewatch                | —         | MPC                           |
| 403471     | 2009 TT19  | 11 out 2009 | Mount Lemmon    | Mount Lemmon Survey       | —         | MPC                           |
| 403472     | 2009 TB27  | 16 set 2009 | Catalina        | CSS                       | —         | MPC                           |
| 403473     | 2009 TN33  | 9 out 2009  | Catalina        | CSS                       | —         | MPC                           |
| 403474     | 2009 TB34  | 10 out 2009 | Catalina        | CSS                       | Brangane  | MPC                           |
| 403475     | 2009 TP42  | 12 out 2009 | Mount Lemmon    | Mount Lemmon Survey       | —         | MPC                           |
| 403476     | 2009 UD3   | 14 out 2009 | Mount Lemmon    | Mount Lemmon Survey       | —         | MPC                           |
| 403477     | 2009 UK5   | 26 jan 2006 | Catalina        | CSS                       | —         | MPC                           |
| 403478     | 2009 UL8   | 16 out 2009 | Catalina        | CSS                       | —         | MPC                           |
| 403479     | 2009 UQ20  | 2 out 2009  | Mount Lemmon    | Mount Lemmon Survey       | —         | MPC                           |
| 403480     | 2009 UP21  | 16 out 2009 | Mount Lemmon    | Mount Lemmon Survey       | —         | MPC                           |
| 403481     | 2009 UL27  | 19 set 2009 | Mount Lemmon    | Mount Lemmon Survey       | —         | MPC                           |
| 403482     | 2009 UP30  | 18 out 2009 | Mount Lemmon    | Mount Lemmon Survey       | —         | MPC                           |
| 403483     | 2009 UH38  | 22 out 2009 | Mount Lemmon    | Mount Lemmon Survey       | —         | MPC                           |
| 403484     | 2009 UB41  | 18 out 2009 | Mount Lemmon    | Mount Lemmon Survey       | —         | MPC                           |
| 403485     | 2009 UB54  | 23 out 2009 | Mount Lemmon    | Mount Lemmon Survey       | —         | MPC                           |
| 403486     | 2009 UX57  | 23 out 2009 | Mount Lemmon    | Mount Lemmon Survey       | —         | MPC                           |
| 403487     | 2009 UU61  | 17 out 2009 | Mount Lemmon    | Mount Lemmon Survey       | —         | MPC                           |
| 403488     | 2009 UC71  | 22 out 2009 | Catalina        | CSS                       | —         | MPC                           |
| 403489     | 2009 UD73  | 3 mai 2008  | Kitt Peak       | Spacewatch                | —         | MPC                           |
| 403490     | 2009 UJ73  | 18 out 2009 | Mount Lemmon    | Mount Lemmon Survey       | Juno      | MPC                           |
| 403491     | 2009 UX73  | 21 out 2009 | Catalina        | CSS                       | —         | MPC                           |
| 403492     | 2009 UD89  | 24 out 2009 | Catalina        | CSS                       | —         | MPC                           |
| 403493     | 2009 UE89  | 26 out 2009 | Nazaret         | G. Muler                  | —         | MPC                           |
| 403494     | 2009 UR89  | 24 out 2009 | Catalina        | CSS                       | Brangane  | MPC                           |
| 403495     | 2009 UM98  | 23 out 2009 | Mount Lemmon    | Mount Lemmon Survey       | —         | MPC                           |
| 403496     | 2009 UY131 | 16 out 2009 | Catalina        | CSS                       | —         | MPC                           |
| 403497     | 2009 UT132 | 17 out 2009 | Catalina        | CSS                       | —         | MPC                           |
| 403498     | 2009 UA137 | 27 out 2009 | La Sagra        | Mallorca Obs.             | —         | MPC                           |
| 403499     | 2009 UK147 | 24 out 2009 | Kitt Peak       | Spacewatch                | —         | MPC                           |
| 403500     | 2009 VY14  | 24 out 2009 | Kitt Peak       | Spacewatch                | —         | MPC                           |

## 403501–403600
| Designação       | Designação | Descoberta  | Descoberta      | Descobridor(es)     | Categoria | Mais informações / Referência |
| Permanente       | Provisória | Data        | Local           | Descobridor(es)     | Categoria | Mais informações / Referência |
| ---------------- | ---------- | ----------- | --------------- | ------------------- | --------- | ----------------------------- |
| 403501           | 2009 VS22  | 9 nov 2009  | Mount Lemmon    | Mount Lemmon Survey | —         | MPC                           |
| 403502           | 2009 VZ36  | 8 nov 2009  | Kitt Peak       | Spacewatch          | —         | MPC                           |
| 403503           | 2009 VN59  | 9 nov 2009  | Socorro         | LINEAR              | —         | MPC                           |
| 403504           | 2009 VP61  | 8 nov 2009  | Kitt Peak       | Spacewatch          | —         | MPC                           |
| 403505           | 2009 VO80  | 22 set 2009 | Catalina        | CSS                 | —         | MPC                           |
| 403506           | 2009 VY82  | 9 nov 2009  | Kitt Peak       | Spacewatch          | —         | MPC                           |
| 403507           | 2009 VY91  | 9 nov 2009  | Catalina        | CSS                 | —         | MPC                           |
| 403508           | 2009 VT92  | 1 out 2009  | Mount Lemmon    | Mount Lemmon Survey | —         | MPC                           |
| 403509           | 2009 WQ5   | 17 nov 2009 | Vail-Jarnac     | Jarnac Obs.         | —         | MPC                           |
| 403510           | 2009 WJ52  | 24 out 2009 | Catalina        | CSS                 | —         | MPC                           |
| 403511           | 2009 WY89  | 23 jan 2006 | Mount Lemmon    | Mount Lemmon Survey | —         | MPC                           |
| 403512           | 2009 WT118 | 20 nov 2009 | Kitt Peak       | Spacewatch          | —         | MPC                           |
| 403513           | 2009 WG120 | 14 nov 1998 | Kitt Peak       | Spacewatch          | —         | MPC                           |
| 403514           | 2009 WW236 | 22 set 2009 | Mount Lemmon    | Mount Lemmon Survey | —         | MPC                           |
| 403515           | 2009 XZ15  | 15 dez 2009 | Mount Lemmon    | Mount Lemmon Survey | Juno      | MPC                           |
| 403516           | 2010 AN3   | 8 jan 2010  | Catalina        | CSS                 | —         | MPC                           |
| 403517           | 2010 AR3   | 6 jan 2010  | Bisei SG Center | BATTeRS             | —         | MPC                           |
| 403518           | 2010 AR101 | 28 set 2009 | Mount Lemmon    | Mount Lemmon Survey | —         | MPC                           |
| 403519           | 2010 BJ61  | 19 set 2003 | Kitt Peak       | Spacewatch          | —         | MPC                           |
| 403520           | 2010 CS6   | 6 fev 2010  | WISE            | WISE                | —         | MPC                           |
| 403521           | 2010 CH70  | 13 fev 2010 | Mount Lemmon    | Mount Lemmon Survey | Juno      | MPC                           |
| 403522           | 2010 CB83  | 14 fev 2010 | Mount Lemmon    | Mount Lemmon Survey | Juno      | MPC                           |
| 403523           | 2010 CN150 | 14 fev 2010 | Mount Lemmon    | Mount Lemmon Survey | —         | MPC                           |
| 403524           | 2010 DD3   | 5 abr 2003  | Kitt Peak       | Spacewatch          | Mitidika  | MPC                           |
| 403525           | 2010 DF45  | 17 fev 2010 | Kitt Peak       | Spacewatch          | —         | MPC                           |
| 403526           | 2010 ES36  | 13 fev 2010 | Kitt Peak       | Spacewatch          | —         | MPC                           |
| 403527           | 2010 EC78  | 8 abr 2003  | Kitt Peak       | Spacewatch          | —         | MPC                           |
| 403528           | 2010 ES101 | 28 set 1992 | Kitt Peak       | Spacewatch          | —         | MPC                           |
| 403529           | 2010 ED127 | 13 mar 2010 | Catalina        | CSS                 | —         | MPC                           |
| 403530           | 2010 EJ131 | 28 out 2008 | Kitt Peak       | Spacewatch          | —         | MPC                           |
| 403531           | 2010 FN1   | 16 mar 2010 | Mount Lemmon    | Mount Lemmon Survey | —         | MPC                           |
| 403532           | 2010 FG88  | 22 mar 2010 | ESA OGS         | ESA OGS             | —         | MPC                           |
| 403533           | 2010 FP88  | 17 mar 2010 | Kitt Peak       | Spacewatch          | —         | MPC                           |
| 403534           | 2010 GZ29  | 26 abr 2003 | Kitt Peak       | Spacewatch          | —         | MPC                           |
| 403535           | 2010 GE98  | 8 nov 2008  | Kitt Peak       | Spacewatch          | —         | MPC                           |
| 403536           | 2010 GW102 | 3 out 2008  | Mount Lemmon    | Mount Lemmon Survey | —         | MPC                           |
| 403537           | 2010 GY114 | 10 abr 2010 | Kitt Peak       | Spacewatch          | —         | MPC                           |
| 403538           | 2010 GP119 | 11 abr 2010 | Kitt Peak       | Spacewatch          | Flora     | MPC                           |
| 403539           | 2010 GN140 | 8 abr 2010  | Kitt Peak       | Spacewatch          | —         | MPC                           |
| 403540           | 2010 GP145 | 13 mar 2010 | Mount Lemmon    | Mount Lemmon Survey | —         | MPC                           |
| 403541           | 2010 GO156 | 1 dez 2005  | Kitt Peak       | Spacewatch          | —         | MPC                           |
| 403542           | 2010 HR8   | 17 abr 2010 | WISE            | WISE                | —         | MPC                           |
| 403543           | 2010 HG17  | 18 abr 2010 | WISE            | WISE                | —         | MPC                           |
| 403544           | 2010 HF80  | 25 abr 2010 | Mount Lemmon    | Mount Lemmon Survey | —         | MPC                           |
| 403545           | 2010 HM80  | 26 abr 2010 | Mount Lemmon    | Mount Lemmon Survey | —         | MPC                           |
| 403546           | 2010 HQ98  | 30 abr 2010 | WISE            | WISE                | —         | MPC                           |
| 403547           | 2010 HB104 | 16 abr 2010 | Siding Spring   | SSS                 | —         | MPC                           |
| 403548           | 2010 HB114 | 23 jan 2006 | Mount Lemmon    | Mount Lemmon Survey | —         | MPC                           |
| 403549           | 2010 JJ    | 3 mai 2010  | Nogales         | Tenagra II Obs.     | —         | MPC                           |
| 403550           | 2010 JY29  | 3 mai 2010  | Kitt Peak       | Spacewatch          | —         | MPC                           |
| 403551           | 2010 JX68  | 9 mai 2010  | WISE            | WISE                | —         | MPC                           |
| 403552           | 2010 JP71  | 5 mai 2010  | Mount Lemmon    | Mount Lemmon Survey | —         | MPC                           |
| 403553           | 2010 JR72  | 9 jan 2006  | Kitt Peak       | Spacewatch          | —         | MPC                           |
| 403554           | 2010 JN165 | 11 mai 2010 | Mount Lemmon    | Mount Lemmon Survey | Mitidika  | MPC                           |
| 403555           | 2010 JQ168 | 12 mai 2010 | Mount Lemmon    | Mount Lemmon Survey | —         | MPC                           |
| 403556           | 2010 KU58  | 22 mai 2010 | WISE            | WISE                | —         | MPC                           |
| 403557           | 2010 KR88  | 27 mai 2010 | WISE            | WISE                | —         | MPC                           |
| 403558           | 2010 LZ4   | 1 jun 2010  | WISE            | WISE                | Iannini   | MPC                           |
| 403559           | 2010 LD35  | 5 set 2007  | Catalina        | CSS                 | —         | MPC                           |
| 403560           | 2010 LA70  | 21 jul 2006 | Mount Lemmon    | Mount Lemmon Survey | —         | MPC                           |
| 403561           | 2010 LK81  | 31 mar 2009 | Kitt Peak       | Spacewatch          | —         | MPC                           |
| 403562           | 2010 LX94  | 16 nov 2006 | Catalina        | CSS                 | —         | MPC                           |
| 403563 Ledbetter | 2010 LY97  | 13 jun 2010 | WISE            | WISE                | —         | MPC                           |
| 403564           | 2010 MV33  | 21 jun 2010 | WISE            | WISE                | —         | MPC                           |
| 403565           | 2010 ML60  | 24 jun 2010 | WISE            | WISE                | —         | MPC                           |
| 403566           | 2010 MF103 | 16 out 2006 | Kitt Peak       | Spacewatch          | —         | MPC                           |
| 403567           | 2010 MQ107 | 18 jan 2008 | Mount Lemmon    | Mount Lemmon Survey | Phocaea   | MPC                           |
| 403568           | 2010 NJ6   | 6 jul 2010  | Kitt Peak       | Spacewatch          | —         | MPC                           |
| 403569           | 2010 NO37  | 13 nov 2006 | Mount Lemmon    | Mount Lemmon Survey | —         | MPC                           |
| 403570           | 2010 NK42  | 9 jul 2010  | WISE            | WISE                | —         | MPC                           |
| 403571           | 2010 NJ58  | 18 nov 2001 | Kitt Peak       | Spacewatch          | —         | MPC                           |
| 403572           | 2010 NQ71  | 17 nov 2006 | Kitt Peak       | Spacewatch          | —         | MPC                           |
| 403573           | 2010 NT79  | 25 nov 2006 | Kitt Peak       | Spacewatch          | —         | MPC                           |
| 403574           | 2010 NM97  | 11 jul 2010 | WISE            | WISE                | —         | MPC                           |
| 403575           | 2010 NA99  | 19 set 2001 | Socorro         | LINEAR              | —         | MPC                           |
| 403576           | 2010 NL108 | 5 mar 2008  | Mount Lemmon    | Mount Lemmon Survey | —         | MPC                           |
| 403577           | 2010 NV114 | 14 jul 2010 | WISE            | WISE                | —         | MPC                           |
| 403578           | 2010 OY24  | 28 fev 2008 | Kitt Peak       | Spacewatch          | —         | MPC                           |
| 403579           | 2010 OQ30  | 26 dez 2006 | Catalina        | CSS                 | —         | MPC                           |
| 403580           | 2010 OW33  | 20 jul 2010 | WISE            | WISE                | —         | MPC                           |
| 403581           | 2010 OY47  | 8 set 2001  | Socorro         | LINEAR              | —         | MPC                           |
| 403582           | 2010 OQ59  | 24 jul 2010 | WISE            | WISE                | Meliboea  | MPC                           |
| 403583           | 2010 OD73  | 9 dez 2001  | Socorro         | LINEAR              | —         | MPC                           |
| 403584           | 2010 OR99  | 13 set 2005 | Kitt Peak       | Spacewatch          | —         | MPC                           |
| 403585           | 2010 OE127 | 16 set 2006 | Catalina        | CSS                 | —         | MPC                           |
| 403586           | 2010 PN10  | 19 mar 2005 | Siding Spring   | SSS                 | Phocaea   | MPC                           |
| 403587           | 2010 PY23  | 3 ago 2010  | Kitt Peak       | Spacewatch          | —         | MPC                           |
| 403588           | 2010 PO25  | 17 dez 2001 | Socorro         | LINEAR              | —         | MPC                           |
| 403589           | 2010 PA40  | 26 jan 2003 | Kitt Peak       | Spacewatch          | —         | MPC                           |
| 403590           | 2010 PY46  | 13 dez 2006 | Kitt Peak       | Spacewatch          | —         | MPC                           |
| 403591           | 2010 PF58  | 19 jun 2010 | Mount Lemmon    | Mount Lemmon Survey | —         | MPC                           |
| 403592           | 2010 PN77  | 21 jun 2010 | Mount Lemmon    | Mount Lemmon Survey | —         | MPC                           |
| 403593           | 2010 PT79  | 13 ago 2010 | Kitt Peak       | Spacewatch          | —         | MPC                           |
| 403594           | 2010 PC80  | 28 set 2006 | Kitt Peak       | Spacewatch          | —         | MPC                           |
| 403595           | 2010 QN2   | 21 ago 2010 | Siding Spring   | SSS                 | —         | MPC                           |
| 403596           | 2010 RN4   | 16 out 2006 | Kitt Peak       | Spacewatch          | —         | MPC                           |
| 403597           | 2010 RO5   | 2 out 2006  | Mount Lemmon    | Mount Lemmon Survey | —         | MPC                           |
| 403598           | 2010 RN7   | 2 set 2010  | Mount Lemmon    | Mount Lemmon Survey | —         | MPC                           |
| 403599           | 2010 RQ7   | 10 jan 2008 | Kitt Peak       | Spacewatch          | —         | MPC                           |
| 403600           | 2010 RM10  | 2 set 2010  | Mount Lemmon    | Mount Lemmon Survey | Eos       | MPC                           |

## 403601–403700
| Designação | Designação | Descoberta  | Descoberta    | Descobridor(es)     | Categoria | Mais informações / Referência |
| Permanente | Provisória | Data        | Local         | Descobridor(es)     | Categoria | Mais informações / Referência |
| ---------- | ---------- | ----------- | ------------- | ------------------- | --------- | ----------------------------- |
| 403601     | 2010 RU14  | 17 set 2006 | Catalina      | CSS                 | Phocaea   | MPC                           |
| 403602     | 2010 RK29  | 4 set 2010  | Mount Lemmon  | Mount Lemmon Survey | —         | MPC                           |
| 403603     | 2010 RC37  | 16 set 2006 | Catalina      | CSS                 | —         | MPC                           |
| 403604     | 2010 RZ37  | 5 jan 2003  | Anderson Mesa | LONEOS              | —         | MPC                           |
| 403605     | 2010 RL40  | 16 mar 2004 | Kitt Peak     | Spacewatch          | Flora     | MPC                           |
| 403606     | 2010 RL48  | 4 set 2010  | Kitt Peak     | Spacewatch          | —         | MPC                           |
| 403607     | 2010 RM49  | 30 ago 2005 | Kitt Peak     | Spacewatch          | —         | MPC                           |
| 403608     | 2010 RC51  | 4 set 2010  | Kitt Peak     | Spacewatch          | —         | MPC                           |
| 403609     | 2010 RP55  | 18 dez 2007 | Mount Lemmon  | Mount Lemmon Survey | —         | MPC                           |
| 403610     | 2010 RQ59  | 6 set 2010  | Kitt Peak     | Spacewatch          | —         | MPC                           |
| 403611     | 2010 RW81  | 10 fev 2008 | Kitt Peak     | Spacewatch          | —         | MPC                           |
| 403612     | 2010 RR85  | 30 set 2006 | Mount Lemmon  | Mount Lemmon Survey | —         | MPC                           |
| 403613     | 2010 RZ88  | 20 out 2006 | Kitt Peak     | Spacewatch          | —         | MPC                           |
| 403614     | 2010 RB101 | 10 set 2010 | Kitt Peak     | Spacewatch          | —         | MPC                           |
| 403615     | 2010 RJ101 | 10 set 2010 | Kitt Peak     | Spacewatch          | Ursula    | MPC                           |
| 403616     | 2010 RM101 | 19 set 2001 | Socorro       | LINEAR              | —         | MPC                           |
| 403617     | 2010 RC105 | 28 mar 2008 | Mount Lemmon  | Mount Lemmon Survey | —         | MPC                           |
| 403618     | 2010 RT106 | 4 out 2006  | Mount Lemmon  | Mount Lemmon Survey | —         | MPC                           |
| 403619     | 2010 RC112 | 11 set 2010 | Kitt Peak     | Spacewatch          | —         | MPC                           |
| 403620     | 2010 RA121 | 19 nov 2006 | Kitt Peak     | Spacewatch          | —         | MPC                           |
| 403621     | 2010 RD127 | 16 out 2006 | Kitt Peak     | Spacewatch          | —         | MPC                           |
| 403622     | 2010 RY127 | 14 set 2010 | Kitt Peak     | Spacewatch          | —         | MPC                           |
| 403623     | 2010 RE129 | 8 fev 2008  | Kitt Peak     | Spacewatch          | —         | MPC                           |
| 403624     | 2010 RQ133 | 24 set 2006 | Anderson Mesa | LONEOS              | —         | MPC                           |
| 403625     | 2010 RB148 | 28 out 2006 | Mount Lemmon  | Mount Lemmon Survey | —         | MPC                           |
| 403626     | 2010 RQ157 | 25 set 2006 | Kitt Peak     | Spacewatch          | Phocaea   | MPC                           |
| 403627     | 2010 RJ174 | 8 set 2010  | Kitt Peak     | Spacewatch          | —         | MPC                           |
| 403628     | 2010 RC180 | 15 nov 2006 | Catalina      | CSS                 | —         | MPC                           |
| 403629     | 2010 RP183 | 14 fev 2004 | Kitt Peak     | Spacewatch          | —         | MPC                           |
| 403630     | 2010 RW183 | 1 out 2005  | Mount Lemmon  | Mount Lemmon Survey | —         | MPC                           |
| 403631     | 2010 SC6   | 16 set 2010 | Mount Lemmon  | Mount Lemmon Survey | Brangane  | MPC                           |
| 403632     | 2010 SJ9   | 3 out 2006  | Mount Lemmon  | Mount Lemmon Survey | —         | MPC                           |
| 403633     | 2010 ST11  | 28 mar 2008 | Mount Lemmon  | Mount Lemmon Survey | —         | MPC                           |
| 403634     | 2010 SD18  | 2 set 2010  | Mount Lemmon  | Mount Lemmon Survey | —         | MPC                           |
| 403635     | 2010 SH19  | 22 nov 2006 | Mount Lemmon  | Mount Lemmon Survey | —         | MPC                           |
| 403636     | 2010 SC20  | 10 set 2010 | Kitt Peak     | Spacewatch          | —         | MPC                           |
| 403637     | 2010 SB21  | 20 set 2001 | Kitt Peak     | Spacewatch          | Xizang    | MPC                           |
| 403638     | 2010 SH39  | 29 set 2010 | Catalina      | CSS                 | —         | MPC                           |
| 403639     | 2010 TG1   | 31 mar 2009 | Kitt Peak     | Spacewatch          | —         | MPC                           |
| 403640     | 2010 TS2   | 19 set 2010 | Kitt Peak     | Spacewatch          | —         | MPC                           |
| 403641     | 2010 TC3   | 13 set 2005 | Kitt Peak     | Spacewatch          | —         | MPC                           |
| 403642     | 2010 TB5   | 28 mar 2009 | Kitt Peak     | Spacewatch          | Phocaea   | MPC                           |
| 403643     | 2010 TO15  | 27 dez 2006 | Mount Lemmon  | Mount Lemmon Survey | —         | MPC                           |
| 403644     | 2010 TO30  | 14 set 2010 | Kitt Peak     | Spacewatch          | —         | MPC                           |
| 403645     | 2010 TE43  | 14 set 2010 | Kitt Peak     | Spacewatch          | —         | MPC                           |
| 403646     | 2010 TP45  | 1 set 2005  | Kitt Peak     | Spacewatch          | —         | MPC                           |
| 403647     | 2010 TW53  | 8 out 2010  | Kitt Peak     | Spacewatch          | —         | MPC                           |
| 403648     | 2010 TH62  | 22 nov 2006 | Kitt Peak     | Spacewatch          | —         | MPC                           |
| 403649     | 2010 TP64  | 4 out 2006  | Mount Lemmon  | Mount Lemmon Survey | —         | MPC                           |
| 403650     | 2010 TG71  | 12 set 2001 | Socorro       | LINEAR              | —         | MPC                           |
| 403651     | 2010 TE76  | 17 set 2010 | Kitt Peak     | Spacewatch          | —         | MPC                           |
| 403652     | 2010 TN78  | 20 mai 2004 | Kitt Peak     | Spacewatch          | Themis    | MPC                           |
| 403653     | 2010 TG83  | 12 ago 2010 | Kitt Peak     | Spacewatch          | —         | MPC                           |
| 403654     | 2010 TH84  | 9 fev 2008  | Mount Lemmon  | Mount Lemmon Survey | —         | MPC                           |
| 403655     | 2010 TB89  | 30 set 2010 | Mount Lemmon  | Mount Lemmon Survey | —         | MPC                           |
| 403656     | 2010 TO92  | 2 set 2010  | Mount Lemmon  | Mount Lemmon Survey | —         | MPC                           |
| 403657     | 2010 TS92  | 23 out 2006 | Catalina      | CSS                 | —         | MPC                           |
| 403658     | 2010 TZ95  | 17 out 2006 | Mount Lemmon  | Mount Lemmon Survey | —         | MPC                           |
| 403659     | 2010 TQ96  | 14 mar 2008 | Catalina      | CSS                 | —         | MPC                           |
| 403660     | 2010 TS103 | 28 fev 2008 | Mount Lemmon  | Mount Lemmon Survey | —         | MPC                           |
| 403661     | 2010 TL105 | 8 mar 2008  | Mount Lemmon  | Mount Lemmon Survey | —         | MPC                           |
| 403662     | 2010 TB107 | 1 out 2010  | Kitt Peak     | Spacewatch          | Themis    | MPC                           |
| 403663     | 2010 TH124 | 4 set 2010  | Kitt Peak     | Spacewatch          | —         | MPC                           |
| 403664     | 2010 TT127 | 10 jul 2010 | WISE          | WISE                | —         | MPC                           |
| 403665     | 2010 TP157 | 18 out 2006 | Kitt Peak     | Spacewatch          | —         | MPC                           |
| 403666     | 2010 TP158 | 27 out 2005 | Kitt Peak     | Spacewatch          | —         | MPC                           |
| 403667     | 2010 TQ175 | 26 set 2006 | Catalina      | CSS                 | —         | MPC                           |
| 403668     | 2010 TZ176 | 5 jun 2005  | Kitt Peak     | Spacewatch          | —         | MPC                           |
| 403669     | 2010 TA183 | 16 set 2010 | Kitt Peak     | Spacewatch          | —         | MPC                           |
| 403670     | 2010 TT184 | 15 dez 2006 | Kitt Peak     | Spacewatch          | —         | MPC                           |
| 403671     | 2010 UQ2   | 14 fev 1999 | Kitt Peak     | Spacewatch          | —         | MPC                           |
| 403672     | 2010 UO11  | 20 nov 2006 | Kitt Peak     | Spacewatch          | —         | MPC                           |
| 403673     | 2010 UK21  | 16 out 2001 | Kitt Peak     | Spacewatch          | —         | MPC                           |
| 403674     | 2010 UE23  | 29 nov 2005 | Kitt Peak     | Spacewatch          | —         | MPC                           |
| 403675     | 2010 UM25  | 28 out 2010 | Kitt Peak     | Spacewatch          | —         | MPC                           |
| 403676     | 2010 UZ26  | 13 dez 2006 | Mount Lemmon  | Mount Lemmon Survey | —         | MPC                           |
| 403677     | 2010 UB31  | 13 out 2010 | Mount Lemmon  | Mount Lemmon Survey | —         | MPC                           |
| 403678     | 2010 UQ33  | 17 jan 2007 | Catalina      | CSS                 | —         | MPC                           |
| 403679     | 2010 UU33  | 20 set 2001 | Socorro       | LINEAR              | —         | MPC                           |
| 403680     | 2010 UB58  | 14 out 2010 | Mount Lemmon  | Mount Lemmon Survey | —         | MPC                           |
| 403681     | 2010 UZ85  | 19 out 2010 | Mount Lemmon  | Mount Lemmon Survey | —         | MPC                           |
| 403682     | 2010 UB107 | 30 ago 2005 | Kitt Peak     | Spacewatch          | —         | MPC                           |
| 403683     | 2010 VT38  | 17 dez 2006 | Catalina      | CSS                 | —         | MPC                           |
| 403684     | 2010 VK40  | 11 out 2010 | Mount Lemmon  | Mount Lemmon Survey | Eos       | MPC                           |
| 403685     | 2010 VY47  | 2 nov 2010  | Kitt Peak     | Spacewatch          | —         | MPC                           |
| 403686     | 2010 VX55  | 30 out 2005 | Kitt Peak     | Spacewatch          | —         | MPC                           |
| 403687     | 2010 VY63  | 5 abr 2008  | Mount Lemmon  | Mount Lemmon Survey | —         | MPC                           |
| 403688     | 2010 VB65  | 30 out 2010 | Kitt Peak     | Spacewatch          | Brangane  | MPC                           |
| 403689     | 2010 VW67  | 16 nov 2006 | Mount Lemmon  | Mount Lemmon Survey | —         | MPC                           |
| 403690     | 2010 VF85  | 1 nov 2010  | Kitt Peak     | Spacewatch          | Brangane  | MPC                           |
| 403691     | 2010 VW95  | 29 nov 1997 | Kitt Peak     | Spacewatch          | —         | MPC                           |
| 403692     | 2010 VY97  | 11 abr 2008 | Mount Lemmon  | Mount Lemmon Survey | —         | MPC                           |
| 403693     | 2010 VK100 | 4 mar 2008  | Kitt Peak     | Spacewatch          | —         | MPC                           |
| 403694     | 2010 VG102 | 30 set 2005 | Mount Lemmon  | Mount Lemmon Survey | —         | MPC                           |
| 403695     | 2010 VN105 | 10 set 2004 | Socorro       | LINEAR              | —         | MPC                           |
| 403696     | 2010 VQ105 | 31 out 2005 | Mount Lemmon  | Mount Lemmon Survey | —         | MPC                           |
| 403697     | 2010 VG113 | 1 dez 2005  | Mount Lemmon  | Mount Lemmon Survey | —         | MPC                           |
| 403698     | 2010 VS116 | 30 nov 2005 | Kitt Peak     | Spacewatch          | —         | MPC                           |
| 403699     | 2010 VC118 | 19 mar 2007 | Mount Lemmon  | Mount Lemmon Survey | —         | MPC                           |
| 403700     | 2010 VZ144 | 17 out 2010 | Mount Lemmon  | Mount Lemmon Survey | —         | MPC                           |

## 403701–403800
| Designação | Designação | Descoberta  | Descoberta    | Descobridor(es)     | Categoria | Mais informações / Referência |
| Permanente | Provisória | Data        | Local         | Descobridor(es)     | Categoria | Mais informações / Referência |
| ---------- | ---------- | ----------- | ------------- | ------------------- | --------- | ----------------------------- |
| 403701     | 2010 VF149 | 22 fev 2007 | Kitt Peak     | Spacewatch          | —         | MPC                           |
| 403702     | 2010 VR150 | 6 nov 2010  | Mount Lemmon  | Mount Lemmon Survey | —         | MPC                           |
| 403703     | 2010 VD157 | 8 nov 2010  | Kitt Peak     | Spacewatch          | —         | MPC                           |
| 403704     | 2010 VL159 | 30 dez 2005 | Kitt Peak     | Spacewatch          | —         | MPC                           |
| 403705     | 2010 VN166 | 24 nov 2006 | Mount Lemmon  | Mount Lemmon Survey | —         | MPC                           |
| 403706     | 2010 VU171 | 10 nov 2010 | Mount Lemmon  | Mount Lemmon Survey | —         | MPC                           |
| 403707     | 2010 VY172 | 10 nov 2010 | Mount Lemmon  | Mount Lemmon Survey | —         | MPC                           |
| 403708     | 2010 VF175 | 27 jan 2007 | Mount Lemmon  | Mount Lemmon Survey | —         | MPC                           |
| 403709     | 2010 VB185 | 28 dez 2005 | Kitt Peak     | Spacewatch          | —         | MPC                           |
| 403710     | 2010 VD187 | 10 out 2010 | Mount Lemmon  | Mount Lemmon Survey | —         | MPC                           |
| 403711     | 2010 VE203 | 29 jan 1995 | Kitt Peak     | Spacewatch          | —         | MPC                           |
| 403712     | 2010 VV203 | 8 fev 2008  | Kitt Peak     | Spacewatch          | —         | MPC                           |
| 403713     | 2010 VL204 | 14 set 2005 | Kitt Peak     | Spacewatch          | —         | MPC                           |
| 403714     | 2010 VT205 | 20 set 1995 | Kitt Peak     | Spacewatch          | —         | MPC                           |
| 403715     | 2010 VA208 | 12 abr 2004 | Kitt Peak     | Spacewatch          | —         | MPC                           |
| 403716     | 2010 VK215 | 29 ago 2005 | Kitt Peak     | Spacewatch          | —         | MPC                           |
| 403717     | 2010 VV219 | 20 nov 2006 | Kitt Peak     | Spacewatch          | —         | MPC                           |
| 403718     | 2010 WU7   | 12 mar 2007 | Kitt Peak     | Spacewatch          | Brangane  | MPC                           |
| 403719     | 2010 WH11  | 30 out 2010 | Mount Lemmon  | Mount Lemmon Survey | —         | MPC                           |
| 403720     | 2010 WX12  | 1 nov 2005  | Mount Lemmon  | Mount Lemmon Survey | —         | MPC                           |
| 403721     | 2010 WK24  | 12 nov 2005 | Kitt Peak     | Spacewatch          | —         | MPC                           |
| 403722     | 2010 WR26  | 10 set 2004 | Kitt Peak     | Spacewatch          | —         | MPC                           |
| 403723     | 2010 WU30  | 29 out 2005 | Mount Lemmon  | Mount Lemmon Survey | —         | MPC                           |
| 403724     | 2010 WR52  | 14 nov 1999 | Socorro       | LINEAR              | —         | MPC                           |
| 403725     | 2010 WV53  | 11 jun 2004 | Kitt Peak     | Spacewatch          | —         | MPC                           |
| 403726     | 2010 WQ58  | 13 nov 2010 | Kitt Peak     | Spacewatch          | —         | MPC                           |
| 403727     | 2010 WH60  | 3 nov 2010  | Kitt Peak     | Spacewatch          | —         | MPC                           |
| 403728     | 2010 WR63  | 24 set 2009 | Mount Lemmon  | Mount Lemmon Survey | —         | MPC                           |
| 403729     | 2010 XU8   | 7 jan 2003  | Socorro       | LINEAR              | —         | MPC                           |
| 403730     | 2010 XX10  | 11 out 1977 | Palomar       | PLS                 | —         | MPC                           |
| 403731     | 2010 XQ20  | 13 set 2004 | Socorro       | LINEAR              | Brangane  | MPC                           |
| 403732     | 2010 XA39  | 3 out 2005  | Catalina      | CSS                 | —         | MPC                           |
| 403733     | 2010 XS40  | 18 set 2009 | Mount Lemmon  | Mount Lemmon Survey | Brangane  | MPC                           |
| 403734     | 2010 XB41  | 16 set 2009 | Catalina      | CSS                 | —         | MPC                           |
| 403735     | 2010 XE44  | 28 out 2005 | Mount Lemmon  | Mount Lemmon Survey | —         | MPC                           |
| 403736     | 2010 XC57  | 31 mar 2008 | Mount Lemmon  | Mount Lemmon Survey | —         | MPC                           |
| 403737     | 2010 XW57  | 7 dez 2005  | Kitt Peak     | Spacewatch          | —         | MPC                           |
| 403738     | 2010 XU66  | 26 dez 2005 | Kitt Peak     | Spacewatch          | —         | MPC                           |
| 403739     | 2010 XN85  | 27 jan 2007 | Mount Lemmon  | Mount Lemmon Survey | —         | MPC                           |
| 403740     | 2011 AZ    | 30 ago 2005 | Kitt Peak     | Spacewatch          | —         | MPC                           |
| 403741     | 2011 AM5   | 30 mai 2009 | Mount Lemmon  | Mount Lemmon Survey | —         | MPC                           |
| 403742     | 2011 AB13  | 3 jan 2011  | Catalina      | CSS                 | —         | MPC                           |
| 403743     | 2011 AJ14  | 18 set 2009 | Catalina      | CSS                 | —         | MPC                           |
| 403744     | 2011 AJ16  | 1 dez 2005  | Kitt Peak     | Spacewatch          | —         | MPC                           |
| 403745     | 2011 AS23  | 7 nov 2010  | Mount Lemmon  | Mount Lemmon Survey | —         | MPC                           |
| 403746     | 2011 AR29  | 27 jan 2006 | Mount Lemmon  | Mount Lemmon Survey | —         | MPC                           |
| 403747     | 2011 AX41  | 24 mai 2001 | Kitt Peak     | Spacewatch          | —         | MPC                           |
| 403748     | 2011 AH42  | 4 mar 2006  | Kitt Peak     | Spacewatch          | —         | MPC                           |
| 403749     | 2011 AC56  | 2 jan 2006  | Catalina      | CSS                 | —         | MPC                           |
| 403750     | 2011 AQ62  | 8 jan 1994  | Kitt Peak     | Spacewatch          | —         | MPC                           |
| 403751     | 2011 AF74  | 11 dez 2004 | Kitt Peak     | Spacewatch          | —         | MPC                           |
| 403752     | 2011 AH79  | 22 set 2009 | Catalina      | CSS                 | —         | MPC                           |
| 403753     | 2011 BS2   | 7 jan 2006  | Kitt Peak     | Spacewatch          | Brangane  | MPC                           |
| 403754     | 2011 BE6   | 3 nov 2004  | Kitt Peak     | Spacewatch          | —         | MPC                           |
| 403755     | 2011 BZ9   | 29 ago 2009 | Kitt Peak     | Spacewatch          | —         | MPC                           |
| 403756     | 2011 BV13  | 30 set 2009 | Mount Lemmon  | Mount Lemmon Survey | —         | MPC                           |
| 403757     | 2011 BN28  | 9 nov 2009  | Catalina      | CSS                 | —         | MPC                           |
| 403758     | 2011 BG33  | 18 nov 1998 | Kitt Peak     | Spacewatch          | —         | MPC                           |
| 403759     | 2011 BH58  | 2 mar 2006  | Kitt Peak     | Spacewatch          | —         | MPC                           |
| 403760     | 2011 BY83  | 25 set 2009 | Kitt Peak     | Spacewatch          | Ursula    | MPC                           |
| 403761     | 2011 BR85  | 17 set 2009 | Catalina      | CSS                 | —         | MPC                           |
| 403762     | 2011 BX136 | 23 out 2009 | Mount Lemmon  | Mount Lemmon Survey | —         | MPC                           |
| 403763     | 2011 CE1   | 18 out 2009 | Catalina      | CSS                 | —         | MPC                           |
| 403764     | 2011 CH5   | 16 out 2009 | Catalina      | CSS                 | —         | MPC                           |
| 403765     | 2011 CE20  | 20 set 2008 | Mount Lemmon  | Mount Lemmon Survey | —         | MPC                           |
| 403766     | 2011 DA3   | 5 mar 2006  | Kitt Peak     | Spacewatch          | —         | MPC                           |
| 403767     | 2011 DP24  | 2 abr 2006  | Anderson Mesa | LONEOS              | —         | MPC                           |
| 403768     | 2011 DF26  | 15 jan 2005 | Kitt Peak     | Spacewatch          | —         | MPC                           |
| 403769     | 2011 DL29  | 17 set 2009 | Catalina      | CSS                 | —         | MPC                           |
| 403770     | 2011 EA2   | 18 nov 2009 | Catalina      | CSS                 | —         | MPC                           |
| 403771     | 2011 EV40  | 9 mar 2011  | Socorro       | LINEAR              | —         | MPC                           |
| 403772     | 2011 EY50  | 24 fev 2006 | Catalina      | CSS                 | —         | MPC                           |
| 403773     | 2011 EA77  | 24 fev 2006 | Kitt Peak     | Spacewatch          | —         | MPC                           |
| 403774     | 2011 FO94  | 2 mar 2006  | Kitt Peak     | Spacewatch          | —         | MPC                           |
| 403775     | 2011 HS4   | 26 abr 2011 | Mount Lemmon  | Mount Lemmon Survey | —         | MPC                           |
| 403776     | 2011 OV48  | 23 set 2008 | Kitt Peak     | Spacewatch          | —         | MPC                           |
| 403777     | 2011 PD    | 9 out 2005  | Kitt Peak     | Spacewatch          | —         | MPC                           |
| 403778     | 2011 QU35  | 10 nov 2005 | Kitt Peak     | Spacewatch          | —         | MPC                           |
| 403779     | 2011 QX68  | 22 out 2005 | Kitt Peak     | Spacewatch          | —         | MPC                           |
| 403780     | 2011 QJ79  | 29 out 2008 | Kitt Peak     | Spacewatch          | —         | MPC                           |
| 403781     | 2011 RU17  | 22 nov 2008 | Kitt Peak     | Spacewatch          | —         | MPC                           |
| 403782     | 2011 SL56  | 1 fev 2003  | Kitt Peak     | Spacewatch          | —         | MPC                           |
| 403783     | 2011 SC84  | 3 out 2008  | Mount Lemmon  | Mount Lemmon Survey | —         | MPC                           |
| 403784     | 2011 SJ132 | 23 set 2011 | Kitt Peak     | Spacewatch          | —         | MPC                           |
| 403785     | 2011 SK165 | 21 set 2011 | Kitt Peak     | Spacewatch          | —         | MPC                           |
| 403786     | 2011 SS166 | 12 set 2001 | Socorro       | LINEAR              | —         | MPC                           |
| 403787     | 2011 SE174 | 12 set 2001 | Socorro       | LINEAR              | —         | MPC                           |
| 403788     | 2011 SU178 | 16 set 2001 | Socorro       | LINEAR              | —         | MPC                           |
| 403789     | 2011 SL179 | 11 set 2007 | Kitt Peak     | Spacewatch          | —         | MPC                           |
| 403790     | 2011 SO184 | 13 nov 2006 | Kitt Peak     | Spacewatch          | —         | MPC                           |
| 403791     | 2011 SY190 | 7 jan 2005  | Socorro       | LINEAR              | —         | MPC                           |
| 403792     | 2011 SB195 | 3 mar 2006  | Kitt Peak     | Spacewatch          | —         | MPC                           |
| 403793     | 2011 SG231 | 9 out 2004  | Kitt Peak     | Spacewatch          | —         | MPC                           |
| 403794     | 2011 SB232 | 28 jan 2009 | Kitt Peak     | Spacewatch          | —         | MPC                           |
| 403795     | 2011 SR235 | 19 jun 2010 | Mount Lemmon  | Mount Lemmon Survey | —         | MPC                           |
| 403796     | 2011 SH249 | 6 jan 2006  | Kitt Peak     | Spacewatch          | —         | MPC                           |
| 403797     | 2011 SX260 | 27 set 2000 | Kitt Peak     | Spacewatch          | —         | MPC                           |
| 403798     | 2011 UW5   | 1 fev 2009  | Kitt Peak     | Spacewatch          | —         | MPC                           |
| 403799     | 2011 UR14  | 17 out 2011 | Kitt Peak     | Spacewatch          | —         | MPC                           |
| 403800     | 2011 UC24  | 25 dez 2005 | Kitt Peak     | Spacewatch          | —         | MPC                           |

## 403801–403900
| Designação | Designação | Descoberta  | Descoberta       | Descobridor(es)     | Categoria | Mais informações / Referência |
| Permanente | Provisória | Data        | Local            | Descobridor(es)     | Categoria | Mais informações / Referência |
| ---------- | ---------- | ----------- | ---------------- | ------------------- | --------- | ----------------------------- |
| 403801     | 2011 UG47  | 18 out 2011 | Kitt Peak        | Spacewatch          | —         | MPC                           |
| 403802     | 2011 UU48  | 10 dez 2004 | Kitt Peak        | Spacewatch          | —         | MPC                           |
| 403803     | 2011 UH49  | 18 out 2011 | Kitt Peak        | Spacewatch          | —         | MPC                           |
| 403804     | 2011 UT54  | 12 out 2007 | Mount Lemmon     | Mount Lemmon Survey | —         | MPC                           |
| 403805     | 2011 UC57  | 19 nov 1998 | Kitt Peak        | Spacewatch          | —         | MPC                           |
| 403806     | 2011 UH64  | 18 out 2011 | Mount Lemmon     | Mount Lemmon Survey | —         | MPC                           |
| 403807     | 2011 UE76  | 19 out 2011 | Kitt Peak        | Spacewatch          | —         | MPC                           |
| 403808     | 2011 UR101 | 10 mar 2005 | Mount Lemmon     | Mount Lemmon Survey | —         | MPC                           |
| 403809     | 2011 UU103 | 15 dez 2004 | Kitt Peak        | Spacewatch          | —         | MPC                           |
| 403810     | 2011 UL114 | 10 dez 2004 | Socorro          | LINEAR              | —         | MPC                           |
| 403811     | 2011 UX116 | 10 set 2007 | Mount Lemmon     | Mount Lemmon Survey | —         | MPC                           |
| 403812     | 2011 UJ117 | 7 mai 2006  | Mount Lemmon     | Mount Lemmon Survey | —         | MPC                           |
| 403813     | 2011 UO117 | 19 jul 2004 | Anderson Mesa    | LONEOS              | —         | MPC                           |
| 403814     | 2011 UJ124 | 24 nov 2008 | Mount Lemmon     | Mount Lemmon Survey | —         | MPC                           |
| 403815     | 2011 UA130 | 5 abr 2000  | Socorro          | LINEAR              | —         | MPC                           |
| 403816     | 2011 UL133 | 28 dez 2005 | Mount Lemmon     | Mount Lemmon Survey | —         | MPC                           |
| 403817     | 2011 UR144 | 8 nov 2008  | Mount Lemmon     | Mount Lemmon Survey | —         | MPC                           |
| 403818     | 2011 UY144 | 24 out 2011 | Catalina         | CSS                 | —         | MPC                           |
| 403819     | 2011 UD149 | 29 fev 2008 | Mount Lemmon     | Mount Lemmon Survey | —         | MPC                           |
| 403820     | 2011 UB159 | 15 set 2004 | Kitt Peak        | Spacewatch          | —         | MPC                           |
| 403821     | 2011 UN161 | 12 set 2007 | Catalina         | CSS                 | —         | MPC                           |
| 403822     | 2011 UX161 | 8 out 2004  | Kitt Peak        | Spacewatch          | —         | MPC                           |
| 403823     | 2011 UD162 | 7 out 2004  | Anderson Mesa    | LONEOS              | —         | MPC                           |
| 403824     | 2011 UM164 | 7 jan 2006  | Kitt Peak        | Spacewatch          | —         | MPC                           |
| 403825     | 2011 UY165 | 12 dez 2004 | Kitt Peak        | Spacewatch          | —         | MPC                           |
| 403826     | 2011 UM179 | 8 jan 2005  | Campo Imperatore | CINEOS              | —         | MPC                           |
| 403827     | 2011 UC183 | 14 out 2001 | Socorro          | LINEAR              | —         | MPC                           |
| 403828     | 2011 UU185 | 30 dez 2008 | Mount Lemmon     | Mount Lemmon Survey | —         | MPC                           |
| 403829     | 2011 UT199 | 4 nov 2007  | Kitt Peak        | Spacewatch          | —         | MPC                           |
| 403830     | 2011 UB210 | 31 out 2008 | Mount Lemmon     | Mount Lemmon Survey | —         | MPC                           |
| 403831     | 2011 UA219 | 19 out 2011 | Mount Lemmon     | Mount Lemmon Survey | —         | MPC                           |
| 403832     | 2011 UL237 | 14 set 2007 | Socorro          | LINEAR              | —         | MPC                           |
| 403833     | 2011 UD241 | 10 set 2004 | Kitt Peak        | Spacewatch          | —         | MPC                           |
| 403834     | 2011 UW244 | 19 jan 2005 | Kitt Peak        | Spacewatch          | —         | MPC                           |
| 403835     | 2011 UW249 | 14 abr 2010 | Kitt Peak        | Spacewatch          | —         | MPC                           |
| 403836     | 2011 UM251 | 19 dez 2004 | Mount Lemmon     | Mount Lemmon Survey | —         | MPC                           |
| 403837     | 2011 UR253 | 19 mai 2010 | Mount Lemmon     | Mount Lemmon Survey | —         | MPC                           |
| 403838     | 2011 UC254 | 26 jan 2006 | Kitt Peak        | Spacewatch          | —         | MPC                           |
| 403839     | 2011 US263 | 22 mar 2009 | Mount Lemmon     | Mount Lemmon Survey | —         | MPC                           |
| 403840     | 2011 UW266 | 18 mar 2009 | Catalina         | CSS                 | —         | MPC                           |
| 403841     | 2011 UC268 | 14 set 2007 | Kitt Peak        | Spacewatch          | —         | MPC                           |
| 403842     | 2011 UX269 | 31 jan 2009 | Mount Lemmon     | Mount Lemmon Survey | —         | MPC                           |
| 403843     | 2011 UF278 | 24 jul 2000 | Kitt Peak        | Spacewatch          | —         | MPC                           |
| 403844     | 2011 UX282 | 10 abr 2010 | Kitt Peak        | Spacewatch          | —         | MPC                           |
| 403845     | 2011 UG283 | 11 mai 2007 | Mount Lemmon     | Mount Lemmon Survey | —         | MPC                           |
| 403846     | 2011 UD297 | 11 set 2004 | Kitt Peak        | Spacewatch          | —         | MPC                           |
| 403847     | 2011 UG300 | 29 out 2011 | Kitt Peak        | Spacewatch          | —         | MPC                           |
| 403848     | 2011 UX300 | 21 fev 2009 | Kitt Peak        | Spacewatch          | —         | MPC                           |
| 403849     | 2011 UX301 | 1 jan 2009  | Mount Lemmon     | Mount Lemmon Survey | —         | MPC                           |
| 403850     | 2011 UK310 | 6 out 1996  | Kitt Peak        | Spacewatch          | —         | MPC                           |
| 403851     | 2011 UX313 | 18 mar 2010 | Kitt Peak        | Spacewatch          | —         | MPC                           |
| 403852     | 2011 UM314 | 10 dez 2004 | Kitt Peak        | Spacewatch          | —         | MPC                           |
| 403853     | 2011 UN315 | 18 set 2006 | Catalina         | CSS                 | —         | MPC                           |
| 403854     | 2011 UD318 | 21 set 2007 | Kitt Peak        | Spacewatch          | —         | MPC                           |
| 403855     | 2011 UZ318 | 14 set 2007 | Kitt Peak        | Spacewatch          | Mitidika  | MPC                           |
| 403856     | 2011 UE341 | 19 jan 2005 | Kitt Peak        | Spacewatch          | —         | MPC                           |
| 403857     | 2011 UL341 | 27 ago 2001 | Kitt Peak        | Spacewatch          | —         | MPC                           |
| 403858     | 2011 UD344 | 14 abr 2005 | Kitt Peak        | Spacewatch          | —         | MPC                           |
| 403859     | 2011 UY357 | 7 mai 2006  | Mount Lemmon     | Mount Lemmon Survey | —         | MPC                           |
| 403860     | 2011 UR382 | 18 fev 2004 | Kitt Peak        | Spacewatch          | —         | MPC                           |
| 403861     | 2011 UT385 | 27 dez 2003 | Socorro          | LINEAR              | —         | MPC                           |
| 403862     | 2011 UT389 | 31 dez 2008 | Kitt Peak        | Spacewatch          | —         | MPC                           |
| 403863     | 2011 UU389 | 9 dez 2004  | Kitt Peak        | Spacewatch          | —         | MPC                           |
| 403864     | 2011 VQ11  | 15 out 2007 | Mount Lemmon     | Mount Lemmon Survey | —         | MPC                           |
| 403865     | 2011 VO13  | 20 out 2011 | Mount Lemmon     | Mount Lemmon Survey | —         | MPC                           |
| 403866     | 2011 VK16  | 23 set 2011 | Kitt Peak        | Spacewatch          | —         | MPC                           |
| 403867     | 2011 VA19  | 7 fev 2002  | Kitt Peak        | Spacewatch          | —         | MPC                           |
| 403868     | 2011 WN16  | 16 out 2007 | Catalina         | CSS                 | —         | MPC                           |
| 403869     | 2011 WH19  | 11 nov 1996 | Kitt Peak        | Spacewatch          | Mitidika  | MPC                           |
| 403870     | 2011 WX24  | 4 set 2007  | Mount Lemmon     | Mount Lemmon Survey | —         | MPC                           |
| 403871     | 2011 WU25  | 18 set 2006 | Kitt Peak        | Spacewatch          | —         | MPC                           |
| 403872     | 2011 WJ35  | 30 out 2011 | Mount Lemmon     | Mount Lemmon Survey | —         | MPC                           |
| 403873     | 2011 WN37  | 9 mar 2005  | Mount Lemmon     | Mount Lemmon Survey | Mitidika  | MPC                           |
| 403874     | 2011 WD47  | 18 nov 1998 | Kitt Peak        | Spacewatch          | —         | MPC                           |
| 403875     | 2011 WP62  | 23 out 2011 | Kitt Peak        | Spacewatch          | —         | MPC                           |
| 403876     | 2011 WH66  | 28 set 2000 | Kitt Peak        | Spacewatch          | —         | MPC                           |
| 403877     | 2011 WN66  | 19 dez 2003 | Socorro          | LINEAR              | —         | MPC                           |
| 403878     | 2011 WH72  | 26 abr 2006 | Kitt Peak        | Spacewatch          | Flora     | MPC                           |
| 403879     | 2011 WN72  | 24 mai 2006 | Kitt Peak        | Spacewatch          | —         | MPC                           |
| 403880     | 2011 WV82  | 3 nov 2004  | Kitt Peak        | Spacewatch          | —         | MPC                           |
| 403881     | 2011 WF85  | 12 set 2007 | Mount Lemmon     | Mount Lemmon Survey | —         | MPC                           |
| 403882     | 2011 WV90  | 12 out 2007 | Mount Lemmon     | Mount Lemmon Survey | —         | MPC                           |
| 403883     | 2011 WU96  | 31 jan 2006 | Kitt Peak        | Spacewatch          | —         | MPC                           |
| 403884     | 2011 WD105 | 6 fev 2002  | Socorro          | LINEAR              | —         | MPC                           |
| 403885     | 2011 WB106 | 13 set 2007 | Mount Lemmon     | Mount Lemmon Survey | —         | MPC                           |
| 403886     | 2011 WW114 | 1 fev 2009  | Kitt Peak        | Spacewatch          | —         | MPC                           |
| 403887     | 2011 WO116 | 5 set 1994  | Kitt Peak        | Spacewatch          | —         | MPC                           |
| 403888     | 2011 WP116 | 13 out 2007 | Catalina         | CSS                 | Mitidika  | MPC                           |
| 403889     | 2011 WU117 | 14 dez 2004 | Campo Imperatore | CINEOS              | —         | MPC                           |
| 403890     | 2011 WO124 | 8 abr 2006  | Kitt Peak        | Spacewatch          | —         | MPC                           |
| 403891     | 2011 WM131 | 16 dez 2004 | Kitt Peak        | Spacewatch          | —         | MPC                           |
| 403892     | 2011 WC142 | 6 mai 2010  | Mount Lemmon     | Mount Lemmon Survey | —         | MPC                           |
| 403893     | 2011 WX144 | 1 set 1998  | Kitt Peak        | Spacewatch          | —         | MPC                           |
| 403894     | 2011 WG152 | 12 jan 2002 | Kitt Peak        | Spacewatch          | —         | MPC                           |
| 403895     | 2011 WS152 | 28 dez 2003 | Kitt Peak        | Spacewatch          | —         | MPC                           |
| 403896     | 2011 WR153 | 30 set 2011 | Mount Lemmon     | Mount Lemmon Survey | —         | MPC                           |
| 403897     | 2011 YX    | 27 mai 2003 | Kitt Peak        | Spacewatch          | —         | MPC                           |
| 403898     | 2011 YL2   | 1 jan 2008  | Catalina         | CSS                 | —         | MPC                           |
| 403899     | 2011 YL7   | 19 nov 2006 | Catalina         | CSS                 | Ino       | MPC                           |
| 403900     | 2011 YC14  | 30 set 2006 | Mount Lemmon     | Mount Lemmon Survey | —         | MPC                           |

## 403901–404000
| Designação | Designação | Descoberta  | Descoberta    | Descobridor(es)     | Categoria | Mais informações / Referência |
| Permanente | Provisória | Data        | Local         | Descobridor(es)     | Categoria | Mais informações / Referência |
| ---------- | ---------- | ----------- | ------------- | ------------------- | --------- | ----------------------------- |
| 403901     | 2011 YQ17  | 23 nov 2006 | Mount Lemmon  | Mount Lemmon Survey | —         | MPC                           |
| 403902     | 2011 YU22  | 22 nov 2011 | Mount Lemmon  | Mount Lemmon Survey | —         | MPC                           |
| 403903     | 2011 YV24  | 25 dez 2011 | Kitt Peak     | Spacewatch          | —         | MPC                           |
| 403904     | 2011 YJ36  | 22 fev 2007 | Catalina      | CSS                 | —         | MPC                           |
| 403905     | 2011 YD38  | 15 fev 2007 | Catalina      | CSS                 | —         | MPC                           |
| 403906     | 2011 YO40  | 13 jan 2008 | Kitt Peak     | Spacewatch          | —         | MPC                           |
| 403907     | 2011 YT42  | 18 ago 2007 | Anderson Mesa | LONEOS              | —         | MPC                           |
| 403908     | 2011 YO44  | 20 set 1996 | Kitt Peak     | Spacewatch          | —         | MPC                           |
| 403909     | 2011 YQ45  | 12 set 1994 | Kitt Peak     | Spacewatch          | —         | MPC                           |
| 403910     | 2011 YQ46  | 1 dez 1996  | Kitt Peak     | Spacewatch          | —         | MPC                           |
| 403911     | 2011 YX47  | 2 abr 2009  | Kitt Peak     | Spacewatch          | —         | MPC                           |
| 403912     | 2011 YD51  | 12 out 2007 | Mount Lemmon  | Mount Lemmon Survey | —         | MPC                           |
| 403913     | 2011 YQ56  | 29 dez 2011 | Kitt Peak     | Spacewatch          | Vesta     | MPC                           |
| 403914     | 2011 YR59  | 29 dez 2011 | Kitt Peak     | Spacewatch          | —         | MPC                           |
| 403915     | 2011 YS59  | 6 mar 2008  | Catalina      | CSS                 | —         | MPC                           |
| 403916     | 2011 YE60  | 30 out 2010 | Mount Lemmon  | Mount Lemmon Survey | —         | MPC                           |
| 403917     | 2011 YJ64  | 11 fev 2008 | Mount Lemmon  | Mount Lemmon Survey | —         | MPC                           |
| 403918     | 2011 YL67  | 4 out 2006  | Mount Lemmon  | Mount Lemmon Survey | —         | MPC                           |
| 403919     | 2011 YH68  | 18 nov 2006 | Mount Lemmon  | Mount Lemmon Survey | —         | MPC                           |
| 403920     | 2011 YB75  | 31 dez 2011 | Catalina      | CSS                 | —         | MPC                           |
| 403921     | 2012 AC7   | 16 set 2006 | Catalina      | CSS                 | Iannini   | MPC                           |
| 403922     | 2012 AF8   | 25 dez 2011 | Kitt Peak     | Spacewatch          | —         | MPC                           |
| 403923     | 2012 AK9   | 10 jan 2008 | Kitt Peak     | Spacewatch          | Phocaea   | MPC                           |
| 403924     | 2012 AG13  | 11 nov 2007 | XuYi          | PMO NEO             | —         | MPC                           |
| 403925     | 2012 AV13  | 27 jul 2009 | Kitt Peak     | Spacewatch          | Brangane  | MPC                           |
| 403926     | 2012 AY16  | 20 fev 2007 | Siding Spring | SSS                 | —         | MPC                           |
| 403927     | 2012 AP17  | 1 dez 2003  | Kitt Peak     | Spacewatch          | —         | MPC                           |
| 403928     | 2012 AE20  | 26 dez 2011 | Kitt Peak     | Spacewatch          | —         | MPC                           |
| 403929     | 2012 BX3   | 18 dez 2004 | Mount Lemmon  | Mount Lemmon Survey | —         | MPC                           |
| 403930     | 2012 BT9   | 20 out 2006 | Catalina      | CSS                 | —         | MPC                           |
| 403931     | 2012 BY11  | 13 abr 2008 | Mount Lemmon  | Mount Lemmon Survey | —         | MPC                           |
| 403932     | 2012 BY15  | 4 dez 2007  | Catalina      | CSS                 | —         | MPC                           |
| 403933     | 2012 BZ15  | 5 jul 2010  | Kitt Peak     | Spacewatch          | —         | MPC                           |
| 403934     | 2012 BN17  | 11 set 2010 | Mount Lemmon  | Mount Lemmon Survey | —         | MPC                           |
| 403935     | 2012 BR18  | 15 mar 2007 | Mount Lemmon  | Mount Lemmon Survey | —         | MPC                           |
| 403936     | 2012 BE20  | 22 nov 2005 | Kitt Peak     | Spacewatch          | —         | MPC                           |
| 403937     | 2012 BH20  | 5 jun 2005  | Kitt Peak     | Spacewatch          | —         | MPC                           |
| 403938     | 2012 BS20  | 6 dez 2005  | Kitt Peak     | Spacewatch          | —         | MPC                           |
| 403939     | 2012 BD21  | 21 set 2001 | Anderson Mesa | LONEOS              | —         | MPC                           |
| 403940     | 2012 BH25  | 28 nov 2011 | Mount Lemmon  | Mount Lemmon Survey | —         | MPC                           |
| 403941     | 2012 BY25  | 29 fev 2008 | Mount Lemmon  | Mount Lemmon Survey | —         | MPC                           |
| 403942     | 2012 BB28  | 19 jan 2012 | Kitt Peak     | Spacewatch          | Brangane  | MPC                           |
| 403943     | 2012 BJ28  | 16 mai 1999 | Kitt Peak     | Spacewatch          | —         | MPC                           |
| 403944     | 2012 BW28  | 23 mai 2003 | Kitt Peak     | Spacewatch          | —         | MPC                           |
| 403945     | 2012 BW30  | 28 jun 2010 | WISE          | WISE                | —         | MPC                           |
| 403946     | 2012 BU31  | 31 ago 2005 | Kitt Peak     | Spacewatch          | —         | MPC                           |
| 403947     | 2012 BN33  | 2 nov 2006  | Mount Lemmon  | Mount Lemmon Survey | —         | MPC                           |
| 403948     | 2012 BD35  | 18 nov 2006 | Kitt Peak     | Spacewatch          | —         | MPC                           |
| 403949     | 2012 BS37  | 16 set 2010 | Kitt Peak     | Spacewatch          | Themis    | MPC                           |
| 403950     | 2012 BF39  | 12 fev 2002 | Kitt Peak     | Spacewatch          | —         | MPC                           |
| 403951     | 2012 BV39  | 25 set 2006 | Mount Lemmon  | Mount Lemmon Survey | —         | MPC                           |
| 403952     | 2012 BA45  | 19 nov 2003 | Kitt Peak     | Spacewatch          | —         | MPC                           |
| 403953     | 2012 BP47  | 21 dez 2005 | Catalina      | CSS                 | —         | MPC                           |
| 403954     | 2012 BL48  | 30 jun 2005 | Kitt Peak     | Spacewatch          | —         | MPC                           |
| 403955     | 2012 BP48  | 29 dez 2011 | Kitt Peak     | Spacewatch          | Ursula    | MPC                           |
| 403956     | 2012 BC52  | 16 set 2010 | Mount Lemmon  | Mount Lemmon Survey | —         | MPC                           |
| 403957     | 2012 BE52  | 1 dez 2006  | Mount Lemmon  | Mount Lemmon Survey | —         | MPC                           |
| 403958     | 2012 BC53  | 24 dez 2006 | Mount Lemmon  | Mount Lemmon Survey | —         | MPC                           |
| 403959     | 2012 BD53  | 21 jan 2012 | Kitt Peak     | Spacewatch          | Brangane  | MPC                           |
| 403960     | 2012 BH55  | 18 set 2009 | Mount Lemmon  | Mount Lemmon Survey | —         | MPC                           |
| 403961     | 2012 BJ55  | 1 abr 2008  | Mount Lemmon  | Mount Lemmon Survey | —         | MPC                           |
| 403962     | 2012 BN56  | 26 mar 2008 | Mount Lemmon  | Mount Lemmon Survey | —         | MPC                           |
| 403963     | 2012 BX56  | 7 out 2010  | Catalina      | CSS                 | —         | MPC                           |
| 403964     | 2012 BR59  | 12 set 2005 | Kitt Peak     | Spacewatch          | —         | MPC                           |
| 403965     | 2012 BA68  | 7 fev 2008  | Mount Lemmon  | Mount Lemmon Survey | —         | MPC                           |
| 403966     | 2012 BC74  | 17 fev 2007 | Kitt Peak     | Spacewatch          | —         | MPC                           |
| 403967     | 2012 BA75  | 27 dez 2011 | Mount Lemmon  | Mount Lemmon Survey | —         | MPC                           |
| 403968     | 2012 BA78  | 12 mar 2008 | Kitt Peak     | Spacewatch          | —         | MPC                           |
| 403969     | 2012 BT78  | 11 mar 2007 | Catalina      | CSS                 | —         | MPC                           |
| 403970     | 2012 BY78  | 7 mar 2008  | Kitt Peak     | Spacewatch          | —         | MPC                           |
| 403971     | 2012 BJ80  | 16 out 2006 | Kitt Peak     | Spacewatch          | —         | MPC                           |
| 403972     | 2012 BQ83  | 12 set 2007 | Catalina      | CSS                 | —         | MPC                           |
| 403973     | 2012 BV83  | 13 out 2010 | Kitt Peak     | Spacewatch          | —         | MPC                           |
| 403974     | 2012 BU87  | 8 fev 2008  | Catalina      | CSS                 | —         | MPC                           |
| 403975     | 2012 BV87  | 28 nov 2006 | Kitt Peak     | Spacewatch          | —         | MPC                           |
| 403976     | 2012 BJ93  | 5 nov 2005  | Kitt Peak     | Spacewatch          | —         | MPC                           |
| 403977     | 2012 BX93  | 14 dez 2007 | Mount Lemmon  | Mount Lemmon Survey | —         | MPC                           |
| 403978     | 2012 BO100 | 9 fev 2008  | Kitt Peak     | Spacewatch          | —         | MPC                           |
| 403979     | 2012 BR103 | 27 dez 1999 | Kitt Peak     | Spacewatch          | —         | MPC                           |
| 403980     | 2012 BX103 | 27 dez 2005 | Mount Lemmon  | Mount Lemmon Survey | —         | MPC                           |
| 403981     | 2012 BY103 | 9 fev 2008  | Kitt Peak     | Spacewatch          | Phocaea   | MPC                           |
| 403982     | 2012 BL104 | 4 mai 2008  | Kitt Peak     | Spacewatch          | —         | MPC                           |
| 403983     | 2012 BP105 | 29 dez 2005 | Kitt Peak     | Spacewatch          | —         | MPC                           |
| 403984     | 2012 BR106 | 28 dez 2011 | Kitt Peak     | Spacewatch          | —         | MPC                           |
| 403985     | 2012 BG109 | 23 fev 2007 | Mount Lemmon  | Mount Lemmon Survey | —         | MPC                           |
| 403986     | 2012 BO109 | 28 abr 2008 | Kitt Peak     | Spacewatch          | —         | MPC                           |
| 403987     | 2012 BD111 | 31 out 2010 | Mount Lemmon  | Mount Lemmon Survey | —         | MPC                           |
| 403988     | 2012 BW113 | 12 out 2010 | Mount Lemmon  | Mount Lemmon Survey | —         | MPC                           |
| 403989     | 2012 BR115 | 27 jan 2012 | Mount Lemmon  | Mount Lemmon Survey | —         | MPC                           |
| 403990     | 2012 BK120 | 28 ago 2005 | Kitt Peak     | Spacewatch          | —         | MPC                           |
| 403991     | 2012 BJ122 | 9 mar 2007  | Kitt Peak     | Spacewatch          | —         | MPC                           |
| 403992     | 2012 BS122 | 28 fev 2008 | Kitt Peak     | Spacewatch          | —         | MPC                           |
| 403993     | 2012 BL124 | 2 fev 2008  | Mount Lemmon  | Mount Lemmon Survey | —         | MPC                           |
| 403994     | 2012 BD128 | 2 mar 2008  | Mount Lemmon  | Mount Lemmon Survey | —         | MPC                           |
| 403995     | 2012 BQ130 | 2 dez 2010  | Mount Lemmon  | Mount Lemmon Survey | —         | MPC                           |
| 403996     | 2012 BU130 | 2 nov 2011  | Mount Lemmon  | Mount Lemmon Survey | —         | MPC                           |
| 403997     | 2012 BX131 | 30 jul 2010 | WISE          | WISE                | —         | MPC                           |
| 403998     | 2012 BD132 | 28 jun 2010 | WISE          | WISE                | —         | MPC                           |
| 403999     | 2012 BR136 | 30 dez 2000 | Kitt Peak     | Spacewatch          | —         | MPC                           |
| 404000     | 2012 BH137 | 29 set 2005 | Kitt Peak     | Spacewatch          | —         | MPC                           |